# チャタム工廠

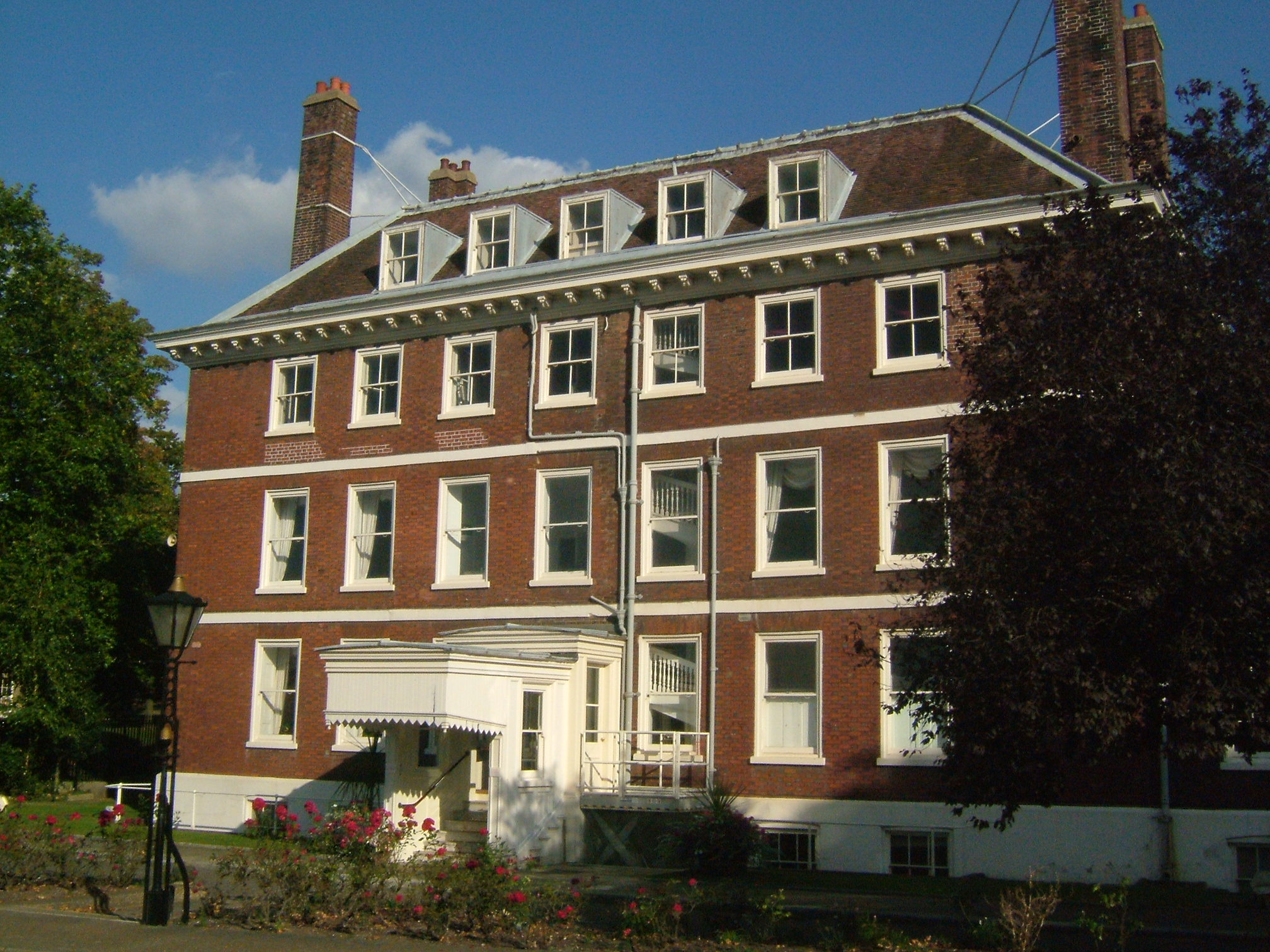
コミッショナー用宿舎（1704年）、イングランドで最古の海軍建築である

チャタム工廠（チャタムこうしょう、英: Chatham Dockyard）はイギリスのケント州にあるメドウェイ川に面した造船所で、敷地の3分の2がジリンガムに、残り3分の1がチャタムに含まれている。宗教改革後のカトリック諸国との関係が悪化していた時期に創設された。
チャタム工廠は414年間に500隻以上の軍艦をイギリス海軍に供給し、造船、建築産業の最前線と言える存在で、最盛期には10,000人を超える熟練工が働いており、敷地は400エーカーにわたった。工廠は1984年に閉鎖されたが、現在ではジョージ朝期のドックヤードなど84エーカーが海事博物館として一般に公開されている。

## 歴史

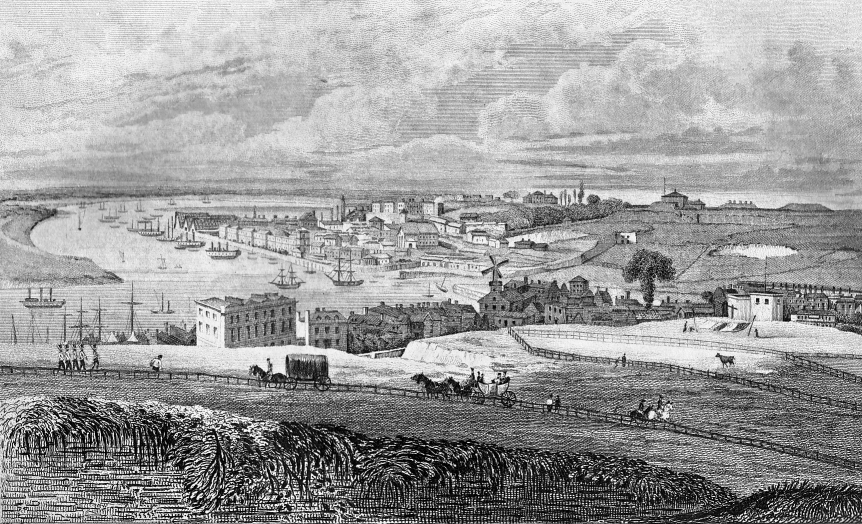
ピット砦から見たチャタム工廠

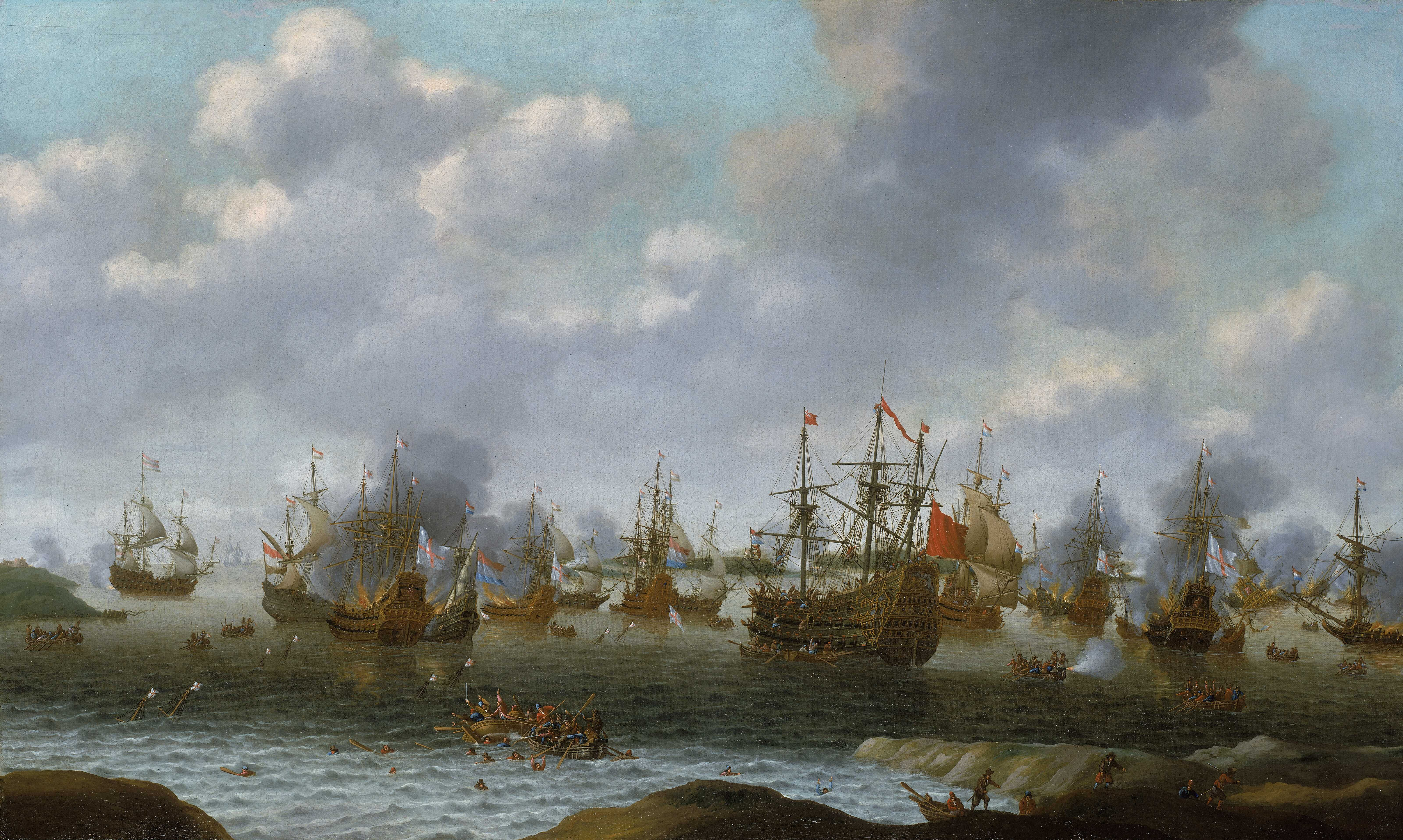
1667年6月のオランダによるメドウェイ川襲撃

16世紀前半、イギリス軍艦の補修は主にデットフォード工廠が担っていた。それを裏付ける1544年の支出を記した書類が残っているが、この状況はすぐに変化する。1547年になると、ジリンガム水域つまりチャタム工廠はデットフォードに次ぐ重要な造船所だと考えられていた。なお3位以下にはウリッジ、ポーツマス、ハリッジなどが並んでいる。この重要性のため1550年にポーツマス港に停泊している全ての艦艇を「優れた戦略的位置にある」ジリンガム水域に移動させる命令が出された。1567年、エリザベス1世はチャタムを「王立造船所」とし、その後1573年には工廠を訪問している。17世紀の半ばまでにチャタム工廠は海軍最大の修繕基地となり、英蘭戦争の間大いに活用された。
しかし、イギリスがフランスと戦争をするようになると状況が変わる。主戦場が英仏海峡や大西洋になったことでポーツマスやプリマスといった港の方が利便性が高くなったのだ。加えてメドウェイ川は堆積によって水深が減り、航行が難しくなっていた。そのためチャタムは修繕に替わって建艦を中心とするようになる。1622年にはドックを若干北側の現在の位置に移動したが、戦列艦ヴィクトリーとフリゲートユニコーンなどの現在でも保存されている帆装軍艦はそこで建造された。
1862年から1885年にかけて大規模な建造計画が実行され、セント・メアリー・ベイスンズがセント・メアリー川に造成された。ベイスンは合計69エーカーの面積があり、その4つの新設乾ドックは多数の囚人達を動員して建設された。この工事ではおおよそ1億1千万個のレンガが使用されたと推測されており、これらの資材を供給するために北ケントのレンガ、セメント産業は刷新されることとなった。このとき完成したドックはまとめて「ヴィクトリアン・ドックヤード」と呼ばれていて、そこでは平均して年2隻の軍艦を建造した。この工事期間中の1869年にデットフォード、ウリッジ工廠が閉鎖され、チャタム工廠は以前よりも重要視されるようになる。
20世紀に入ると、チャタム工廠では潜水艦を建造するようになる。1908年に潜水艦C17が完成し、第一次世界大戦期間にチャタム工廠は12隻の潜水艦を進水させた。しかし終戦とともに未完成の潜水艦はスクラップとなり、それから5年間チャタム工廠で新たな船が進水することはなかったのである。その後も停滞は続き、戦間期に建造されたのは8隻のS級潜水艦だけであった。だが第二次世界大戦が勃発すると1,360回の修繕と16隻の新造をこなすなど再び活用される事となった。
戦後は主に修繕を行うようになる。最後に建造されたのはイギリス海軍向けとしてはオセロット、全体としてはカナダ海軍のオカナガンであり、ともにオベロン級潜水艦である。1968年には核燃料搭載用クレーンと保健物理学設備を備えた原子力潜水艦補修施設が完成した。しかし1981年6月に議会はチャタム工廠を1984年までに閉鎖すると発表した。
ジョージ朝期の工廠施設は現在、観光地になっていて、管理団体は工廠とその周囲の防衛施設の世界遺産登録を申請している。セント・メアリー島は現在では住宅地となり、ヴィクトリアン・ドックヤードの一部はメドウェイ・トンネルの入り口になっている。その他の軍事施設は補修の上でメドウェイ大学が使用している。

## 現存するジョージ朝期の建造物

### 木材と帆布の加工場

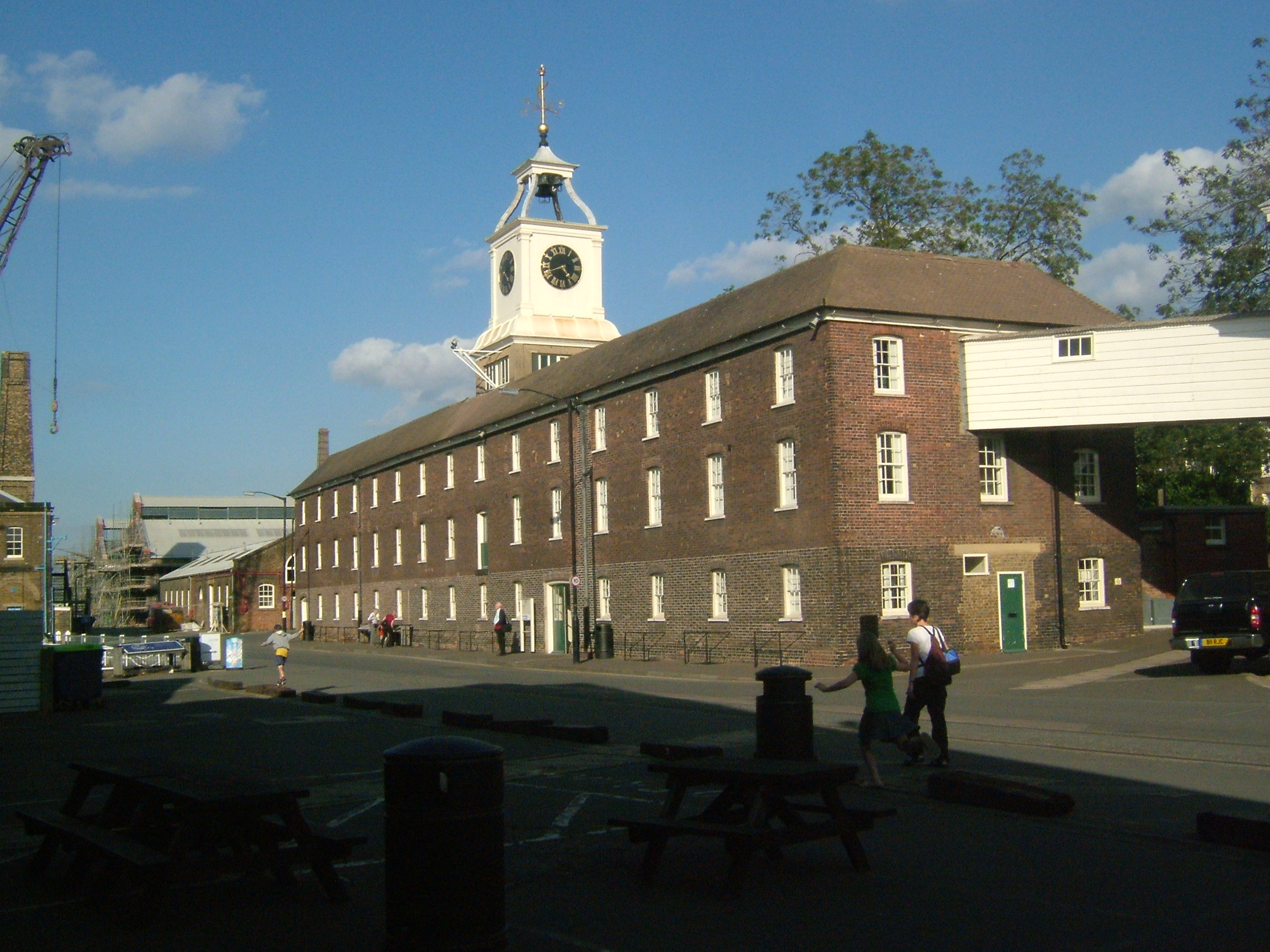
時計台
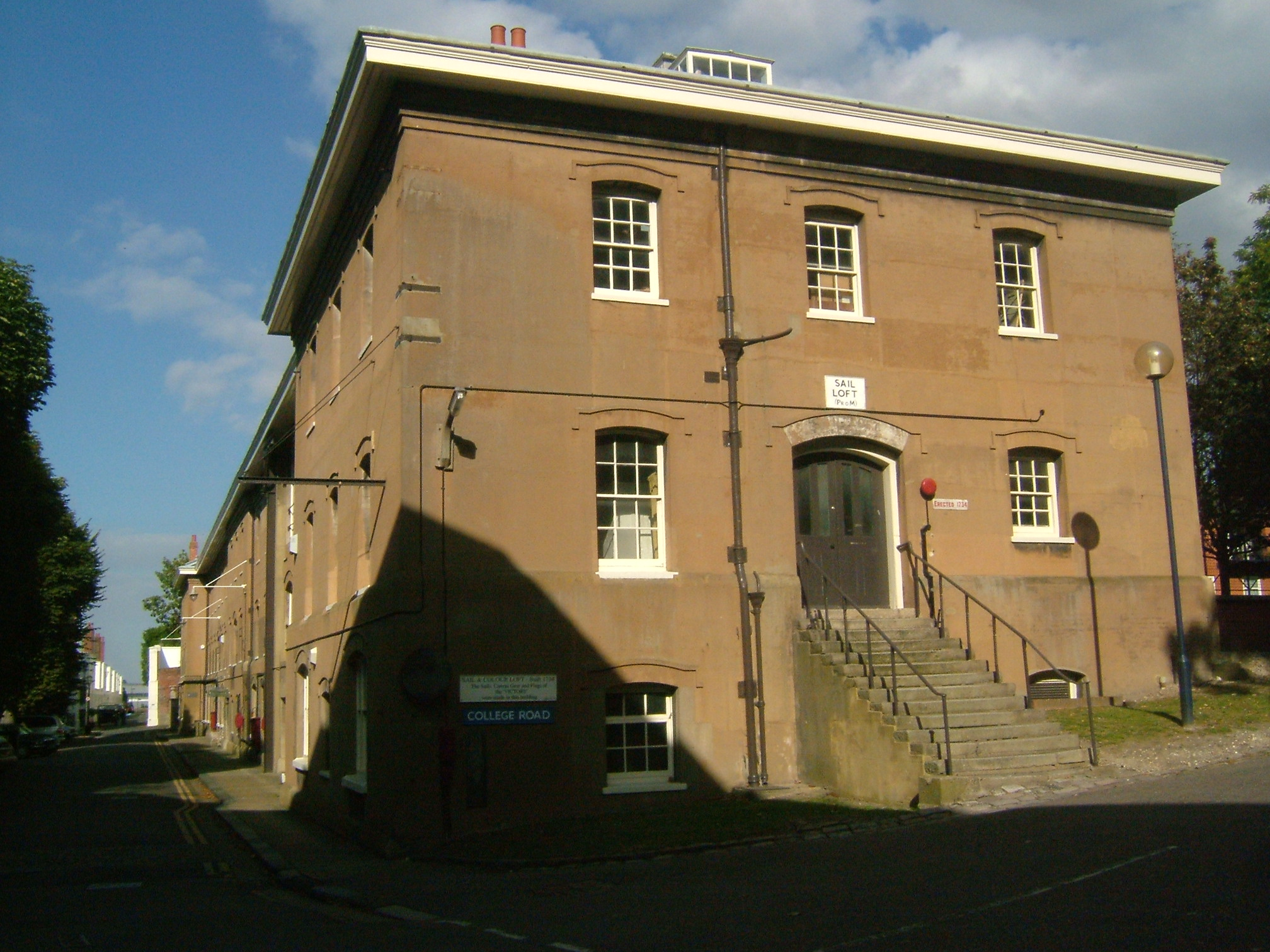
帆と旗の加工場
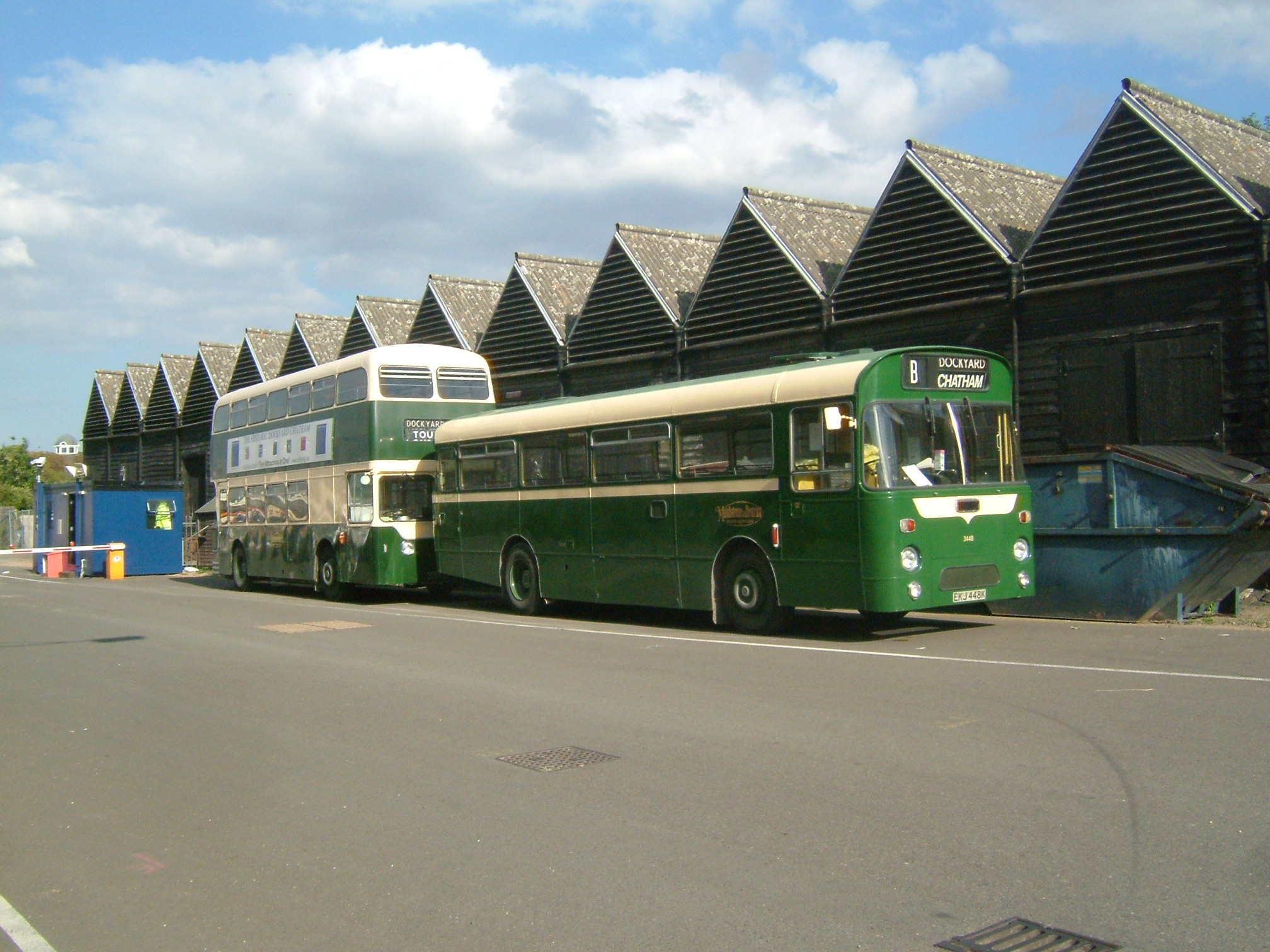
木材乾燥倉庫
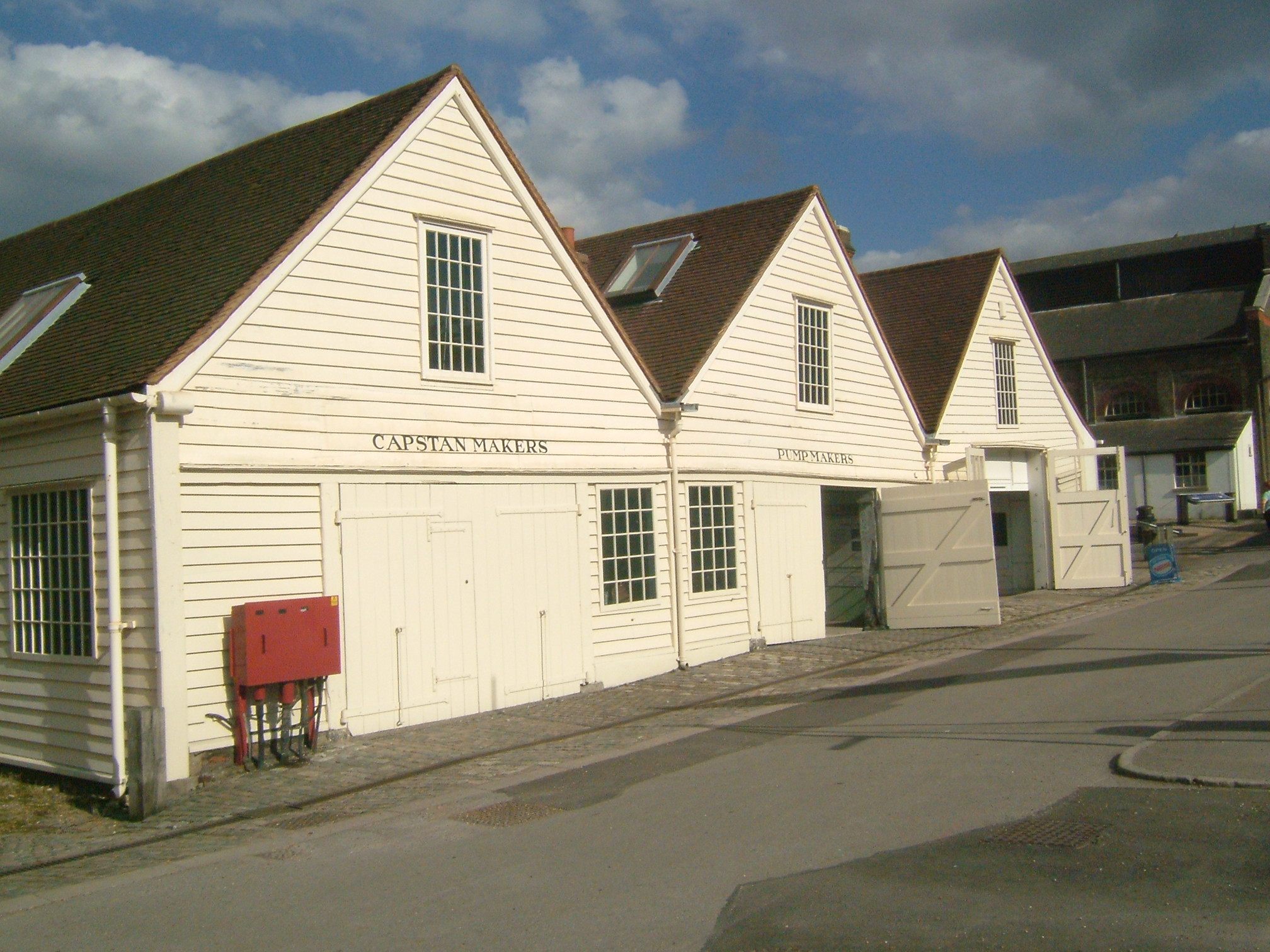
車輪製造場
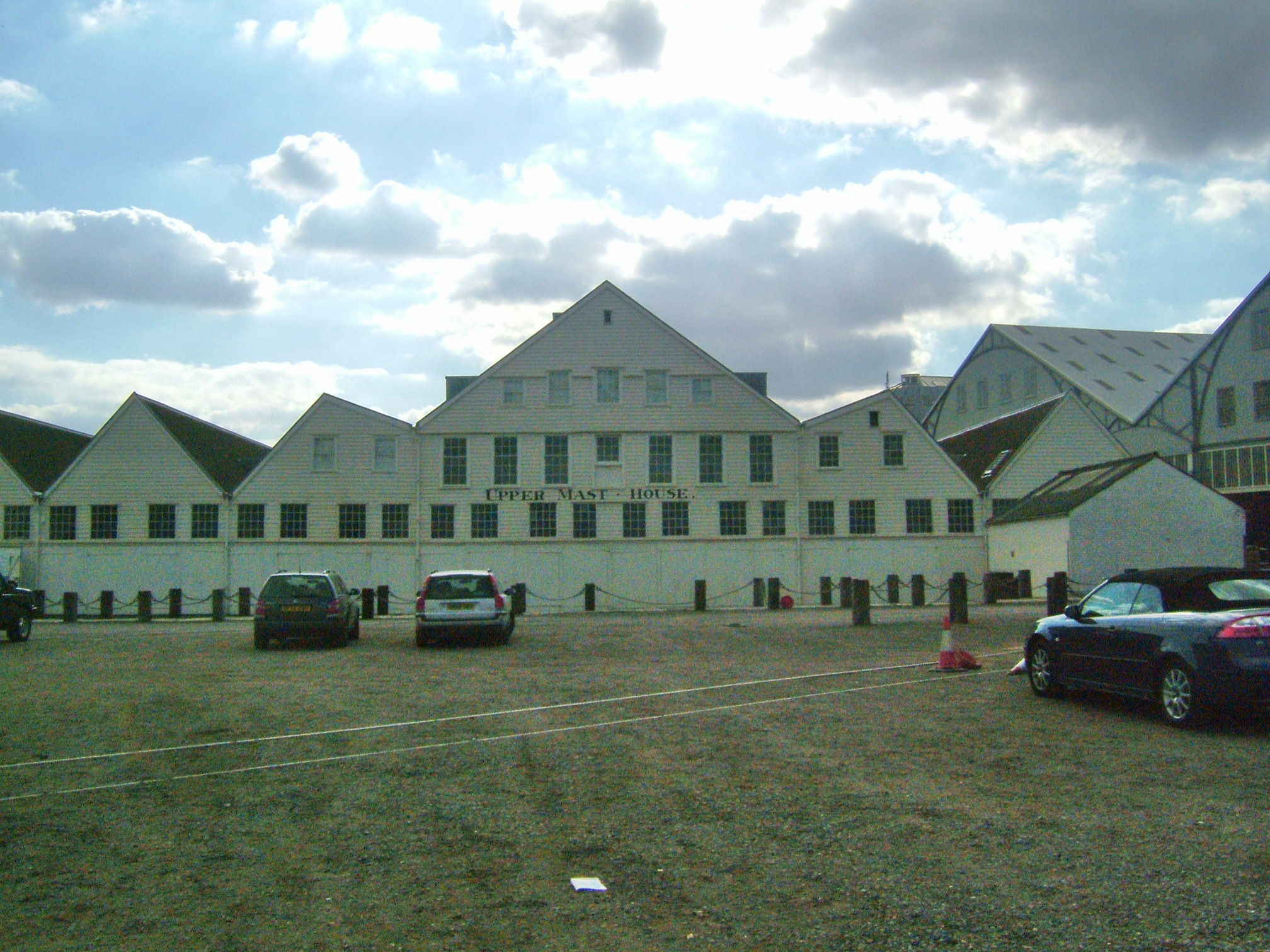
マストハウス
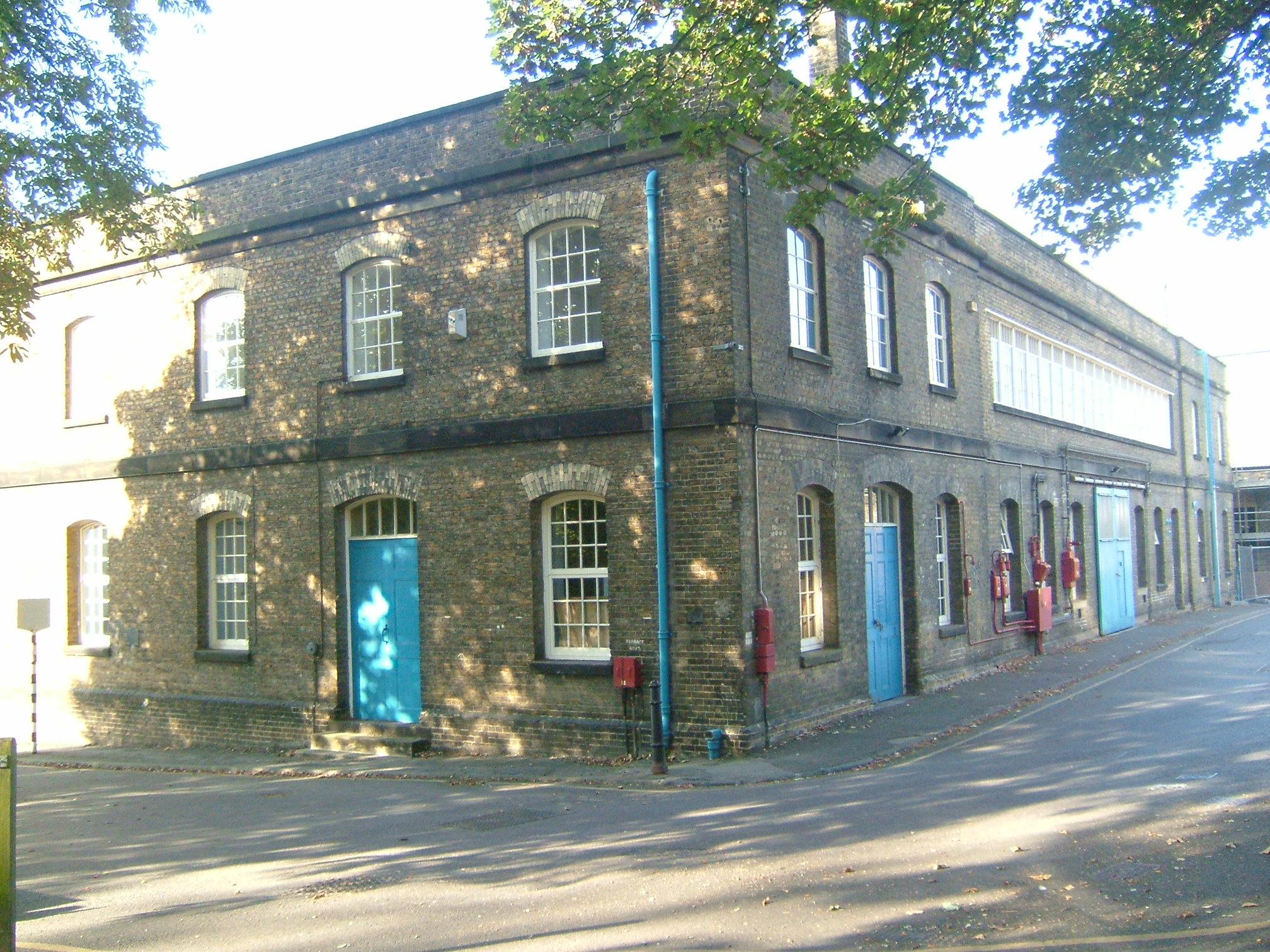
指物工房

### 乾ドックと船台

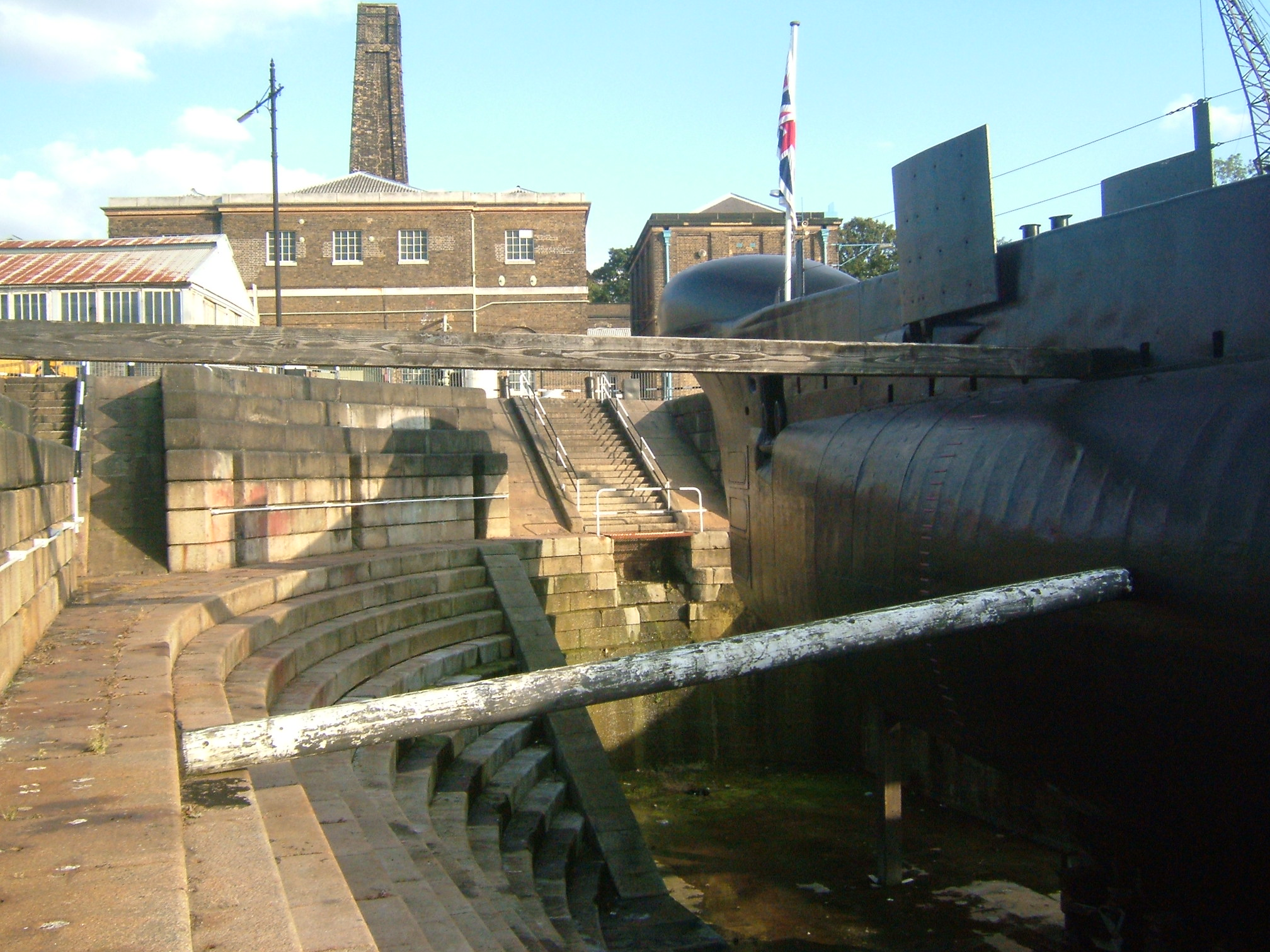
No 3 乾ドック
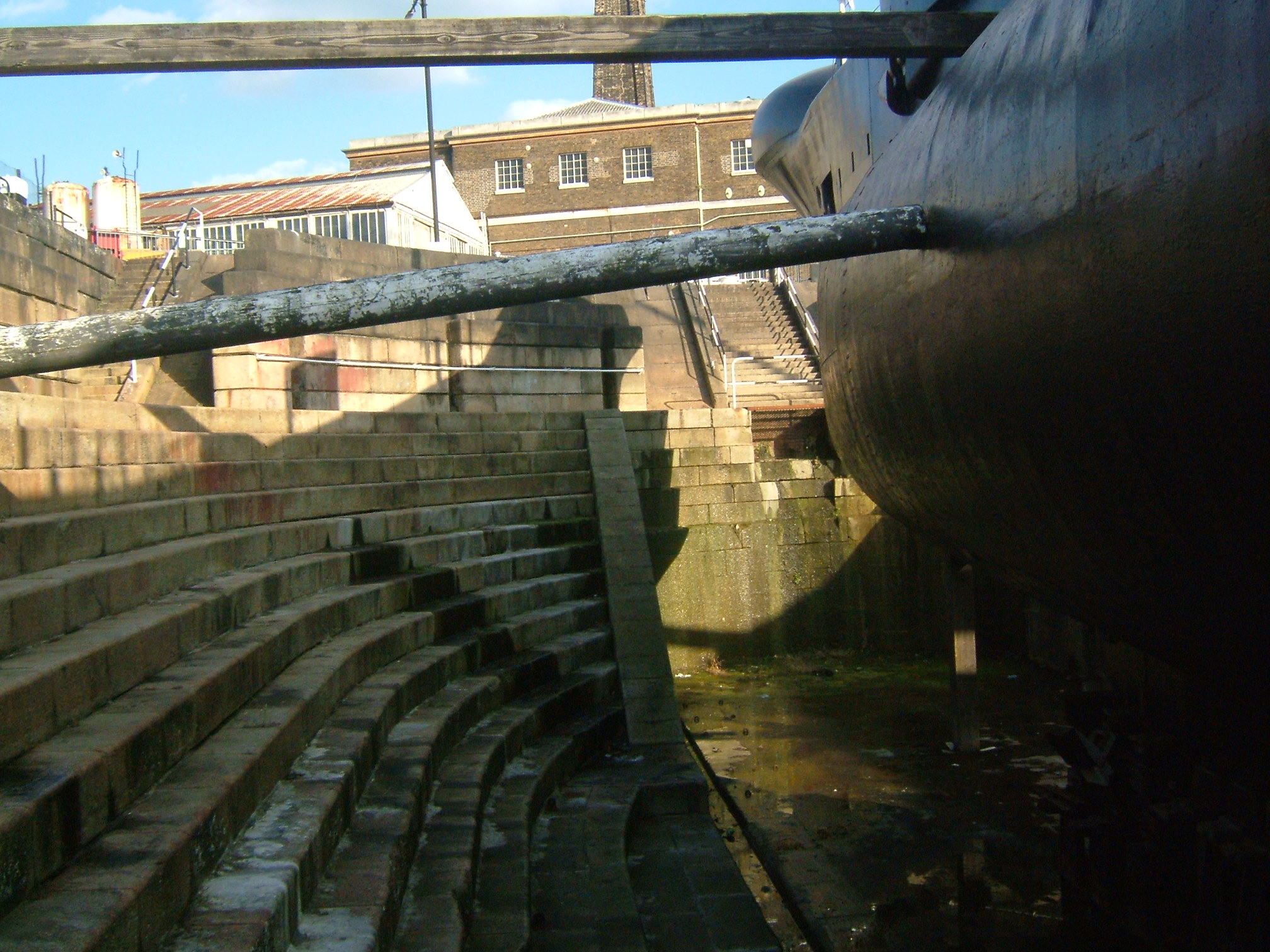
No 3 乾ドック
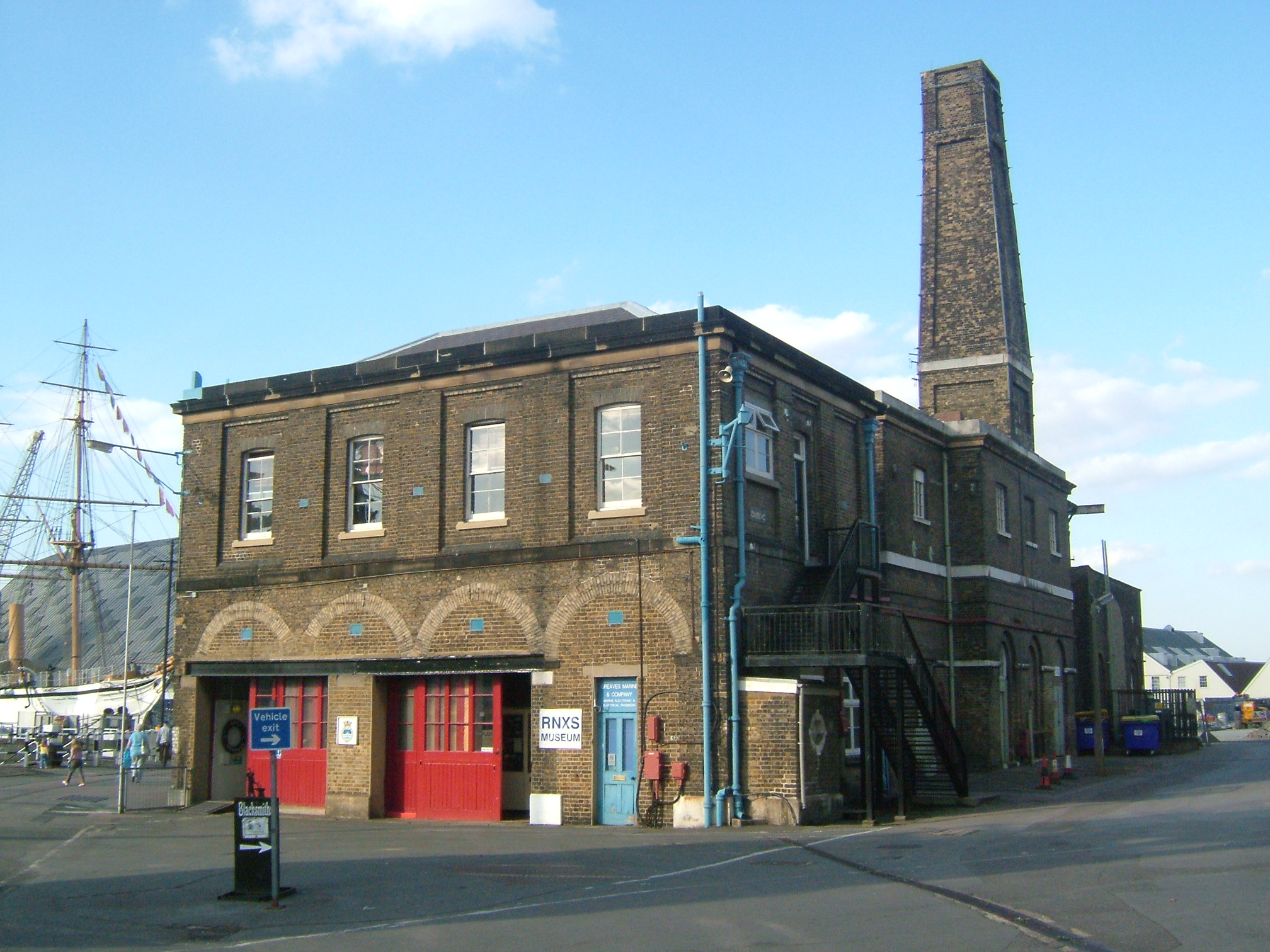
南ドック排水施設
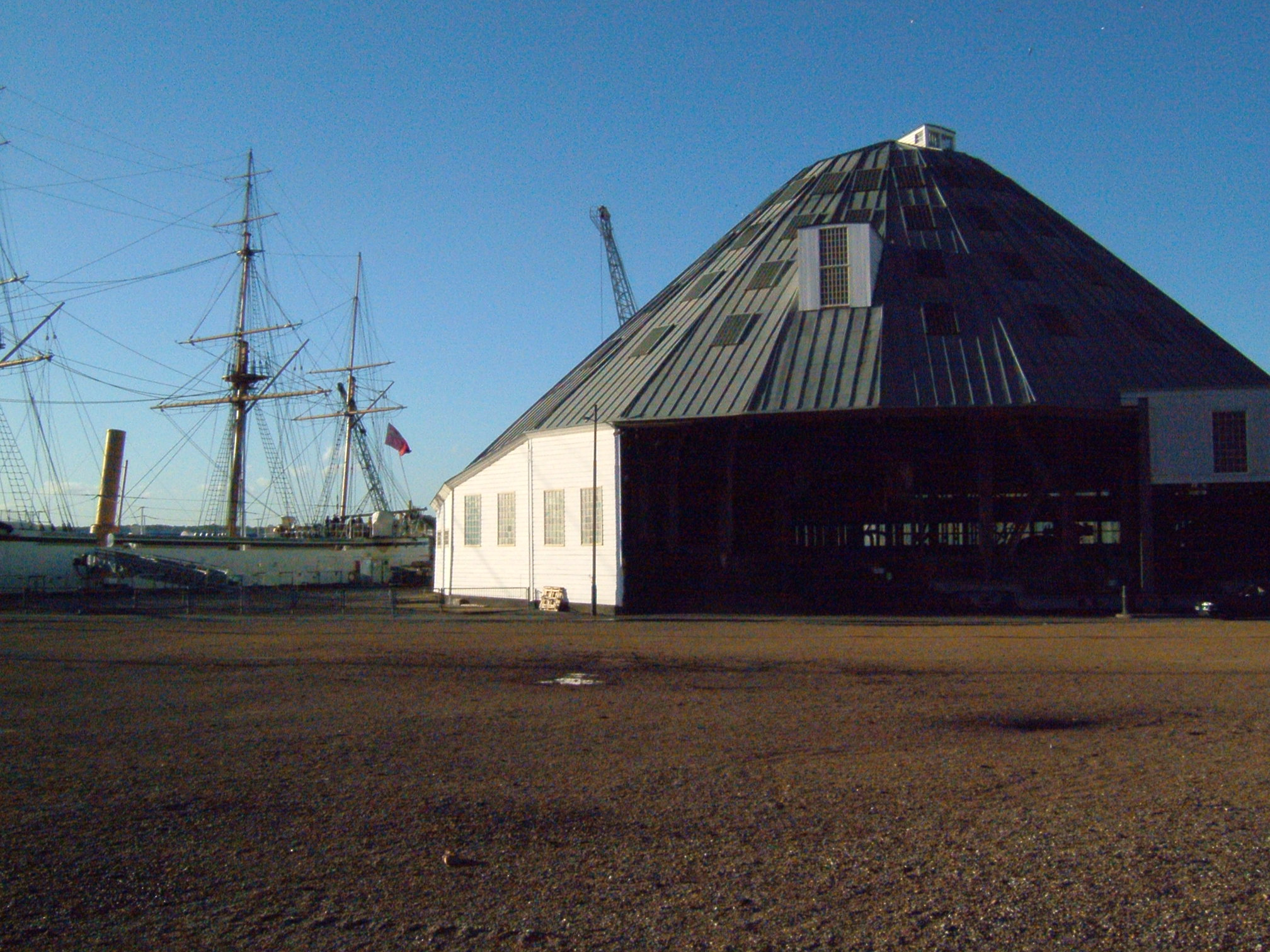
No 3 船台
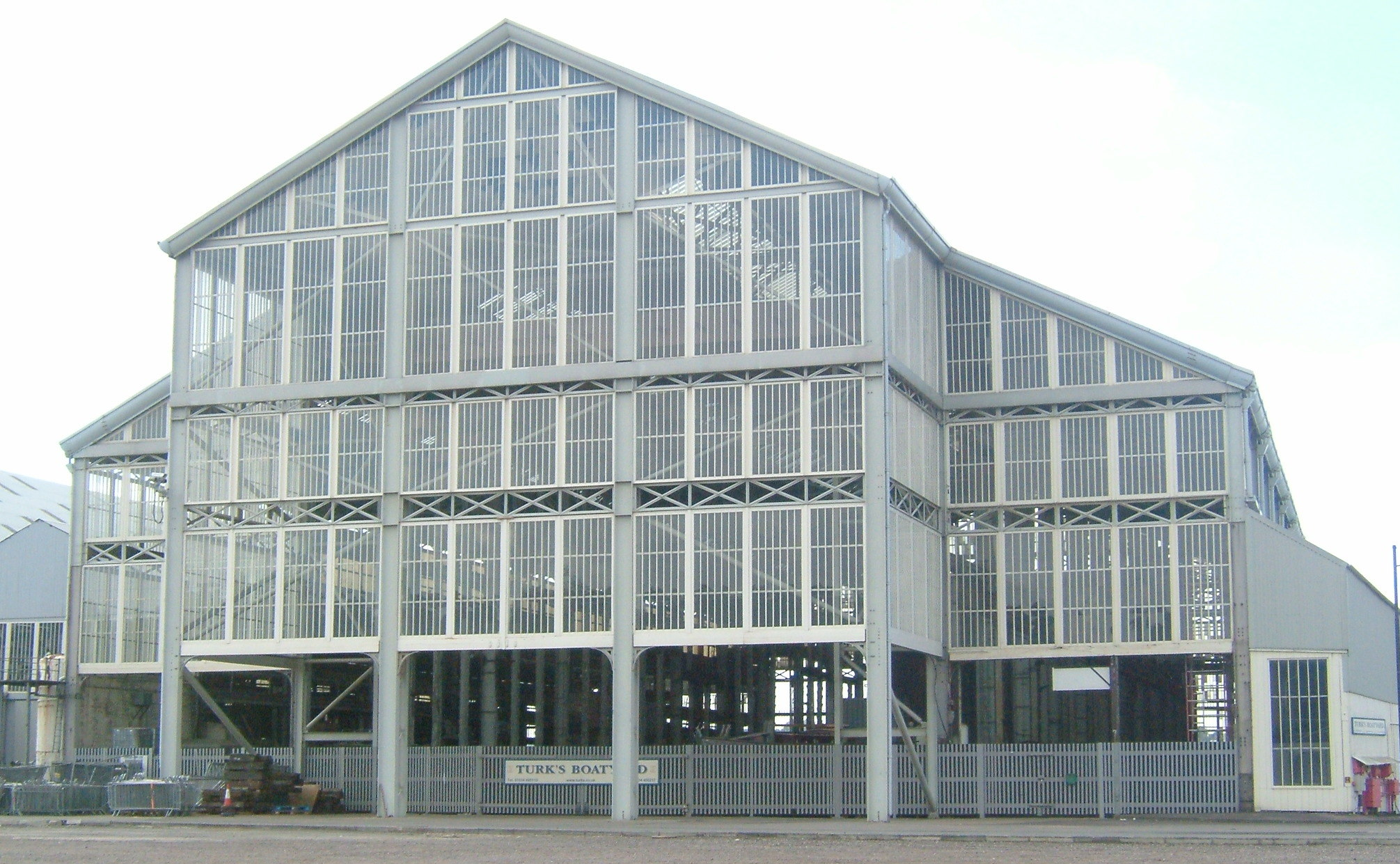
No 7 船台
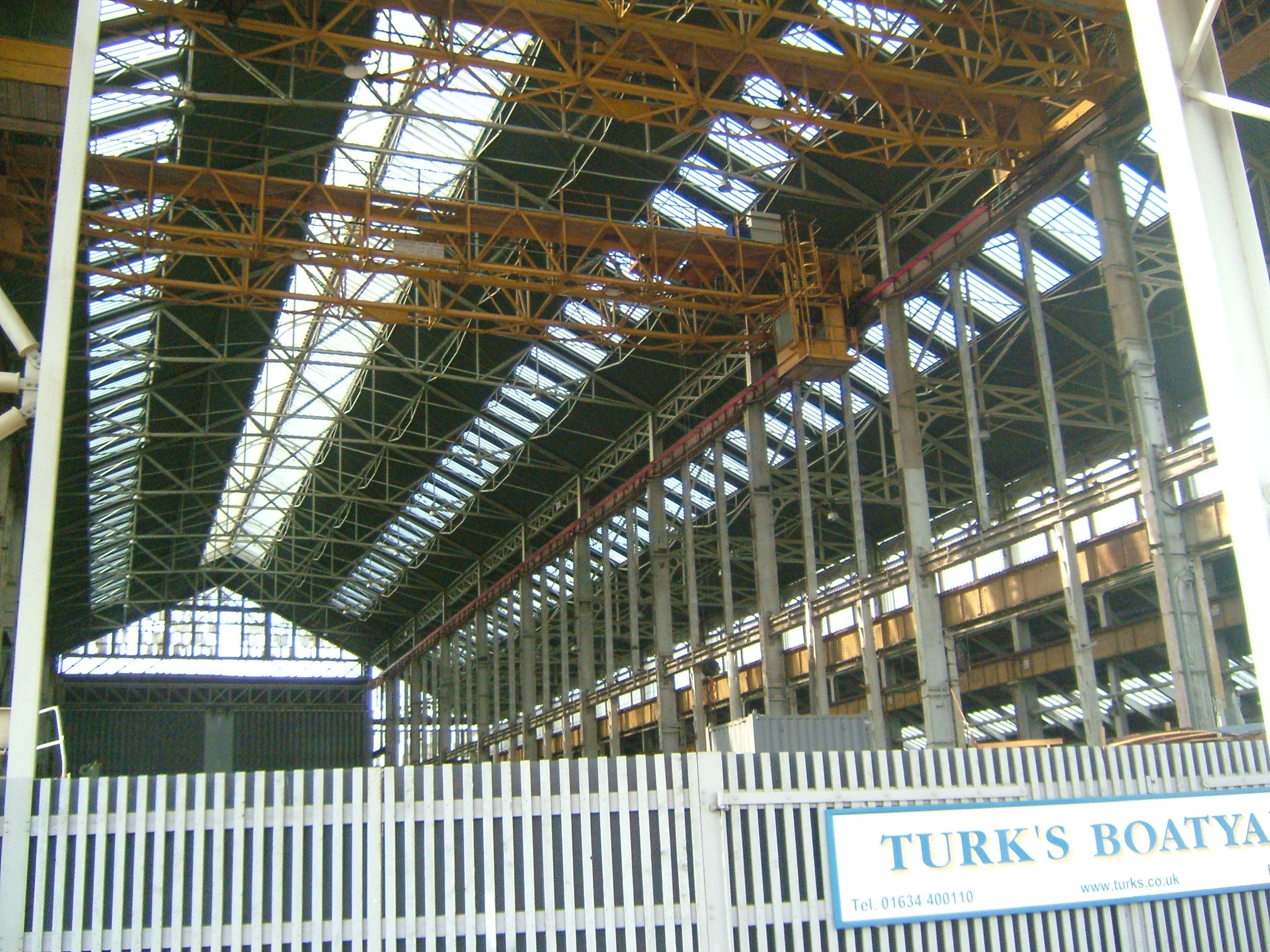
No 7 船台

### オフィスと居住設備

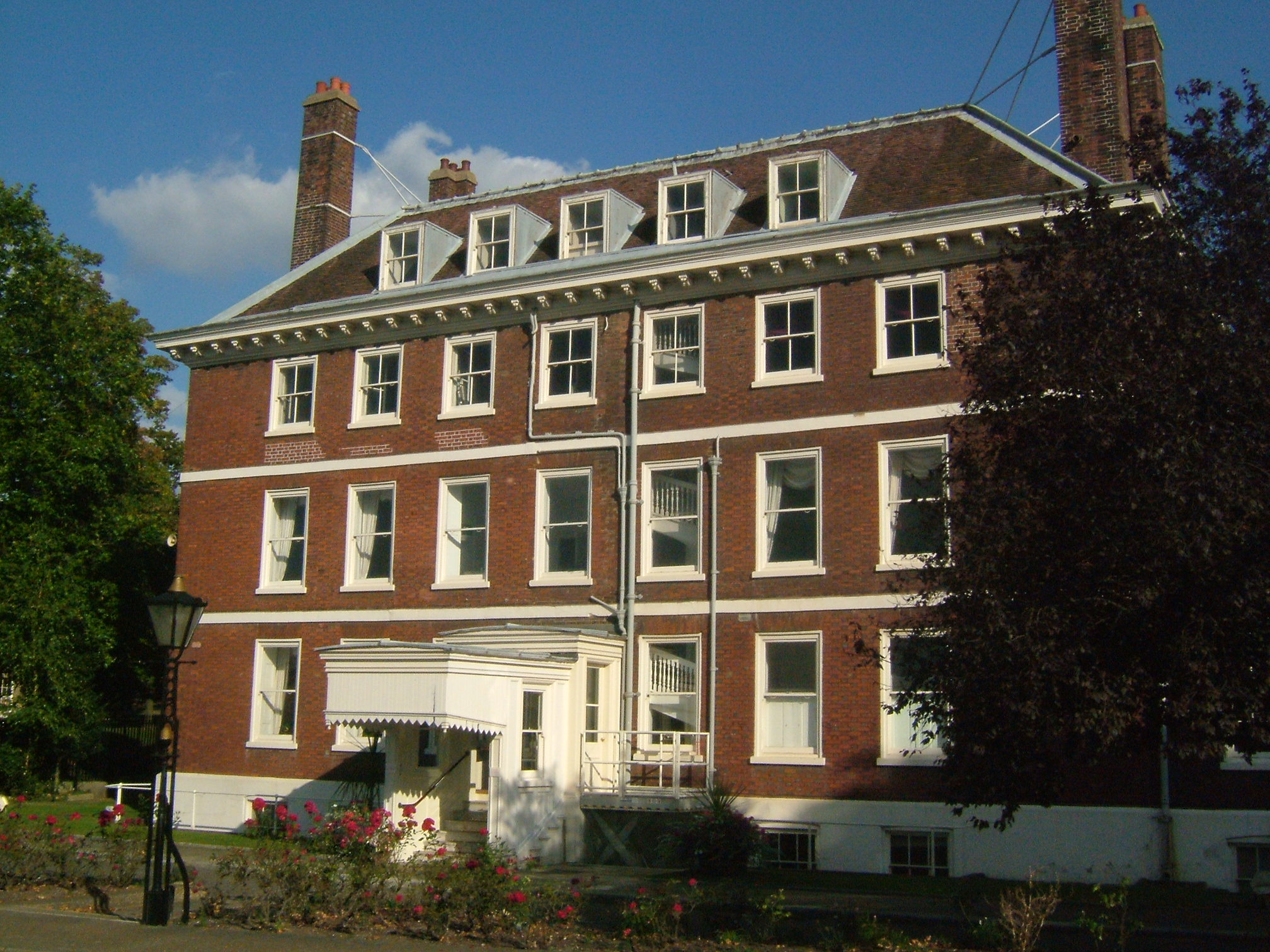
コミッショナーの宿舎
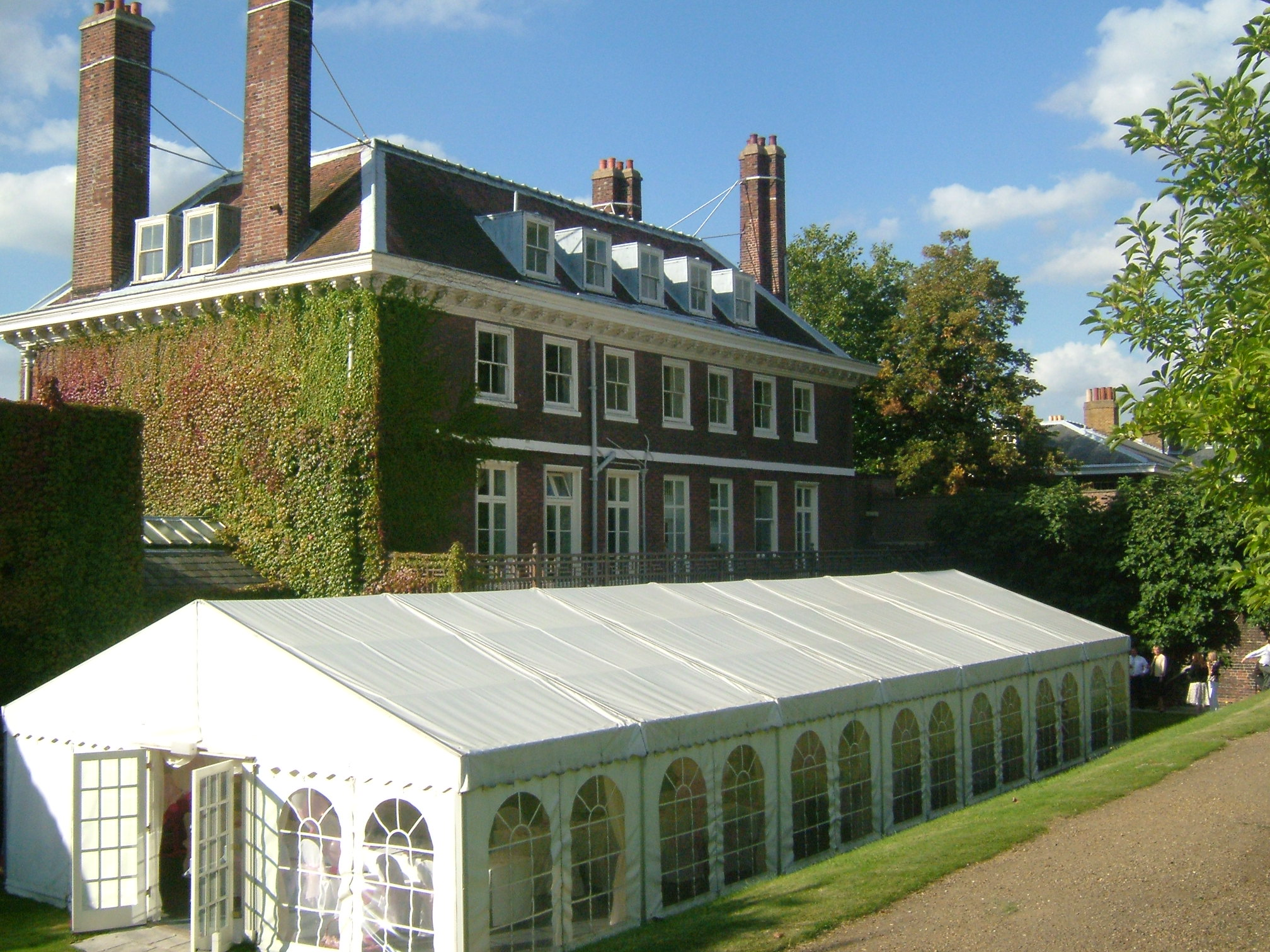
コミッショナーの宿舎と宴会用天幕
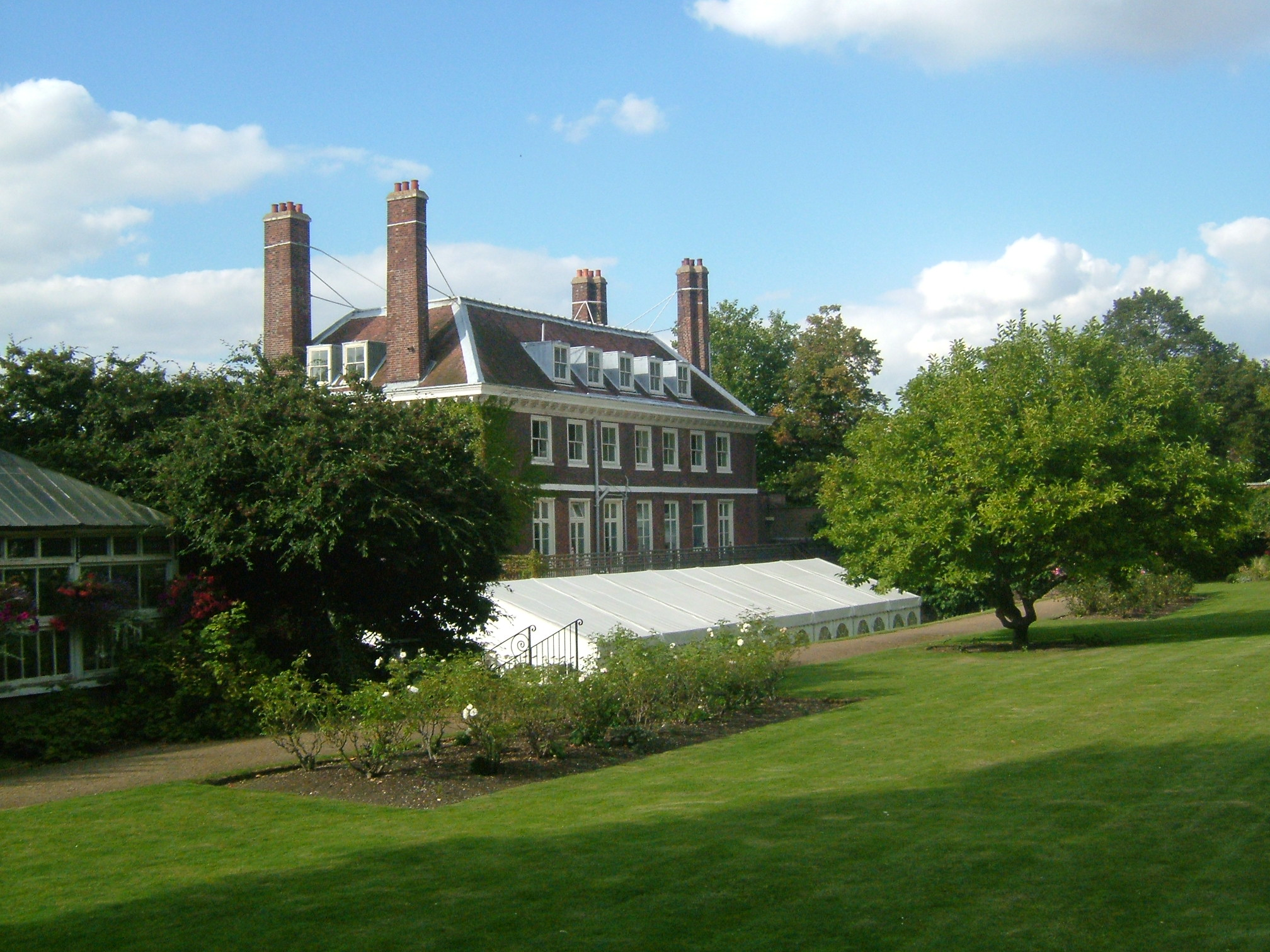
温室のある庭
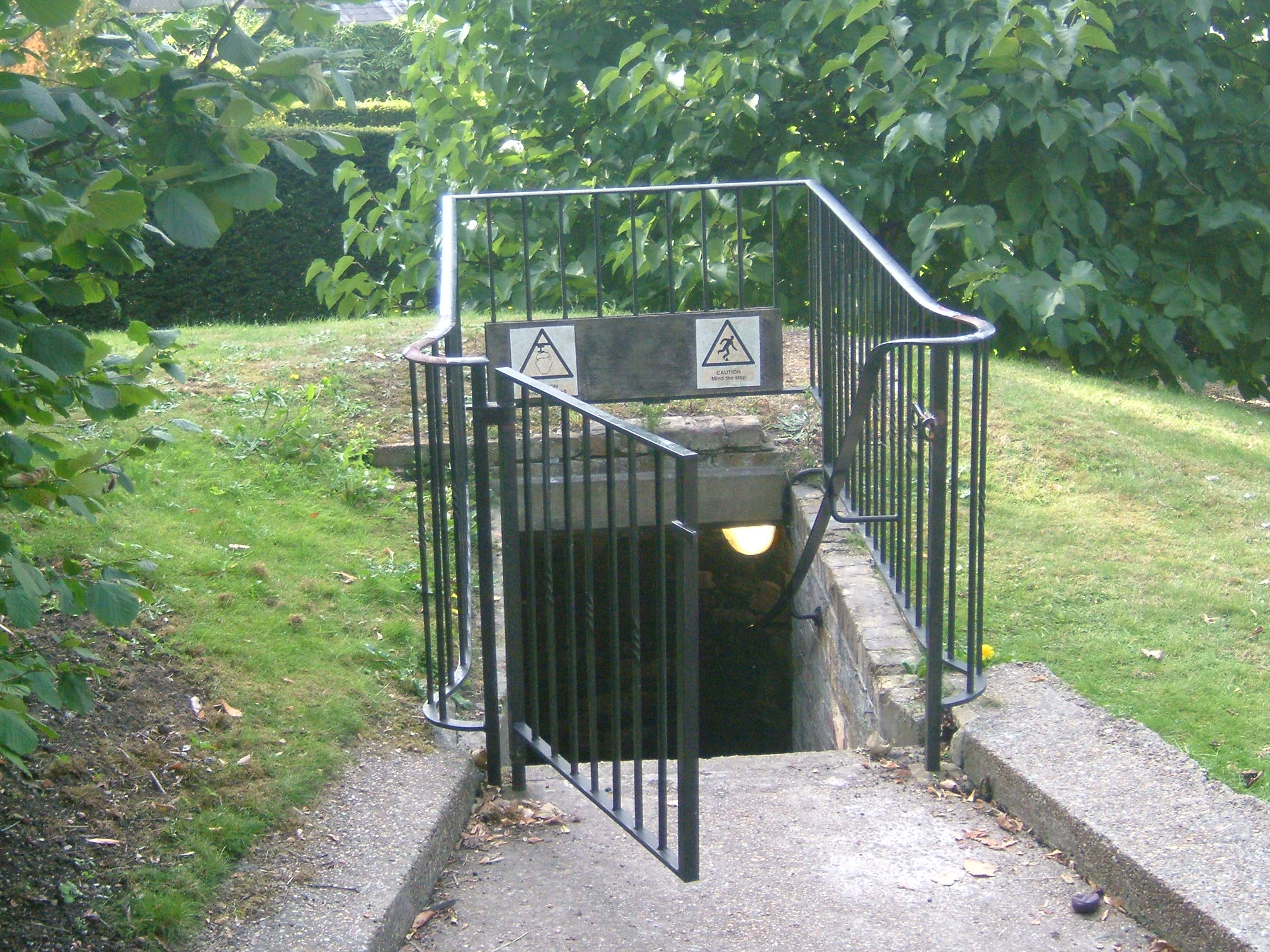
氷室の入り口
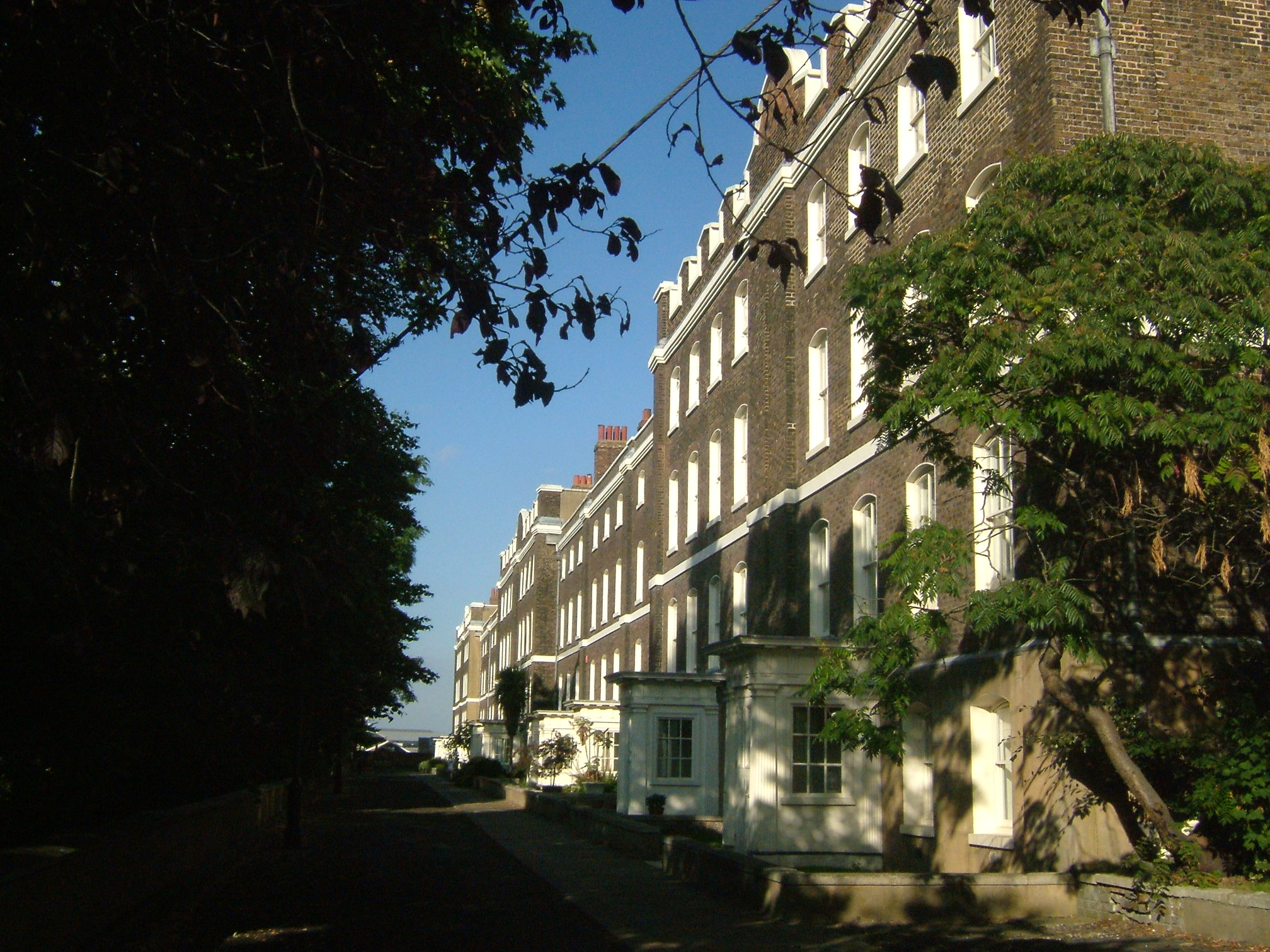
士官の住居
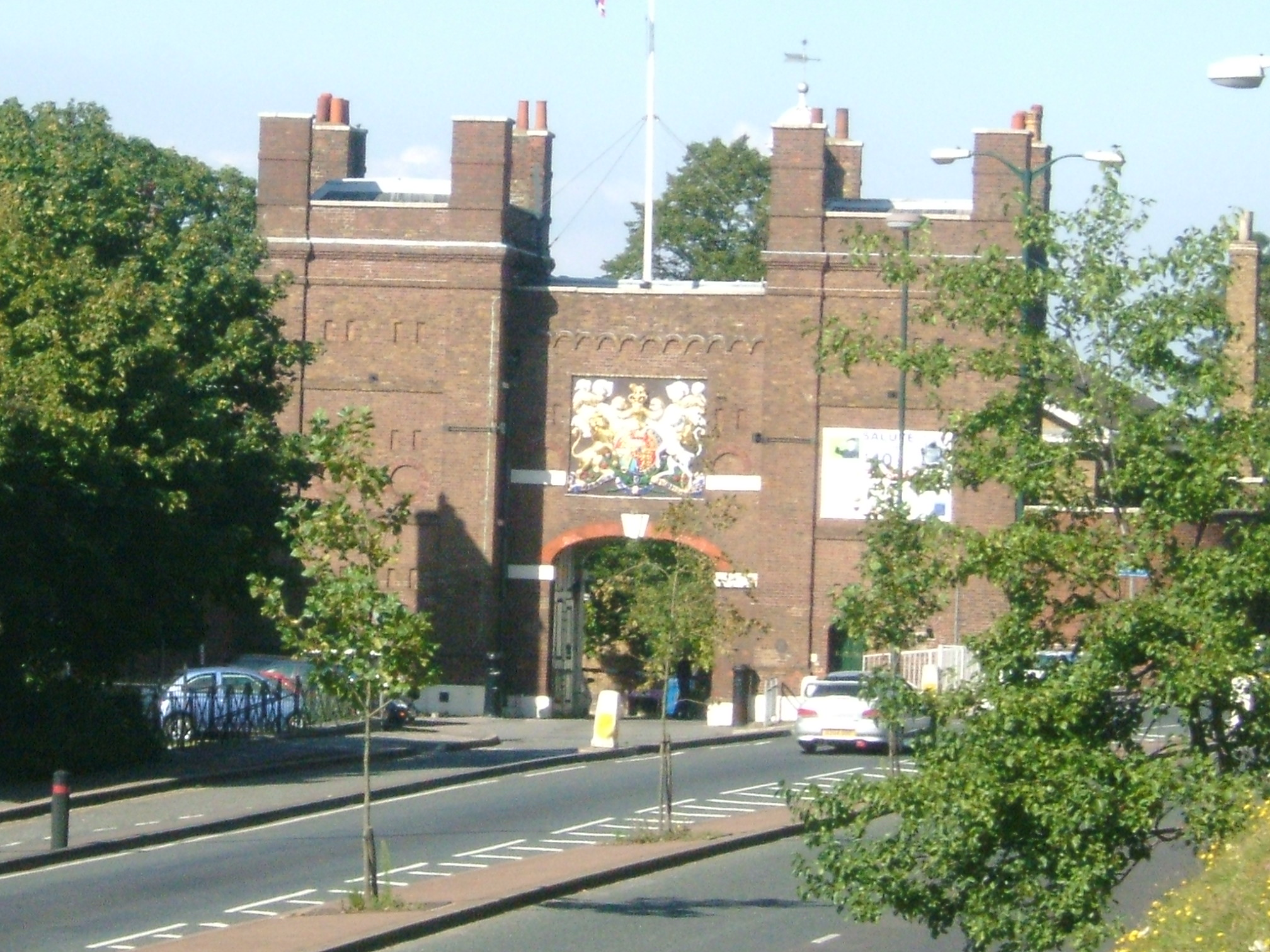
外から見た正門
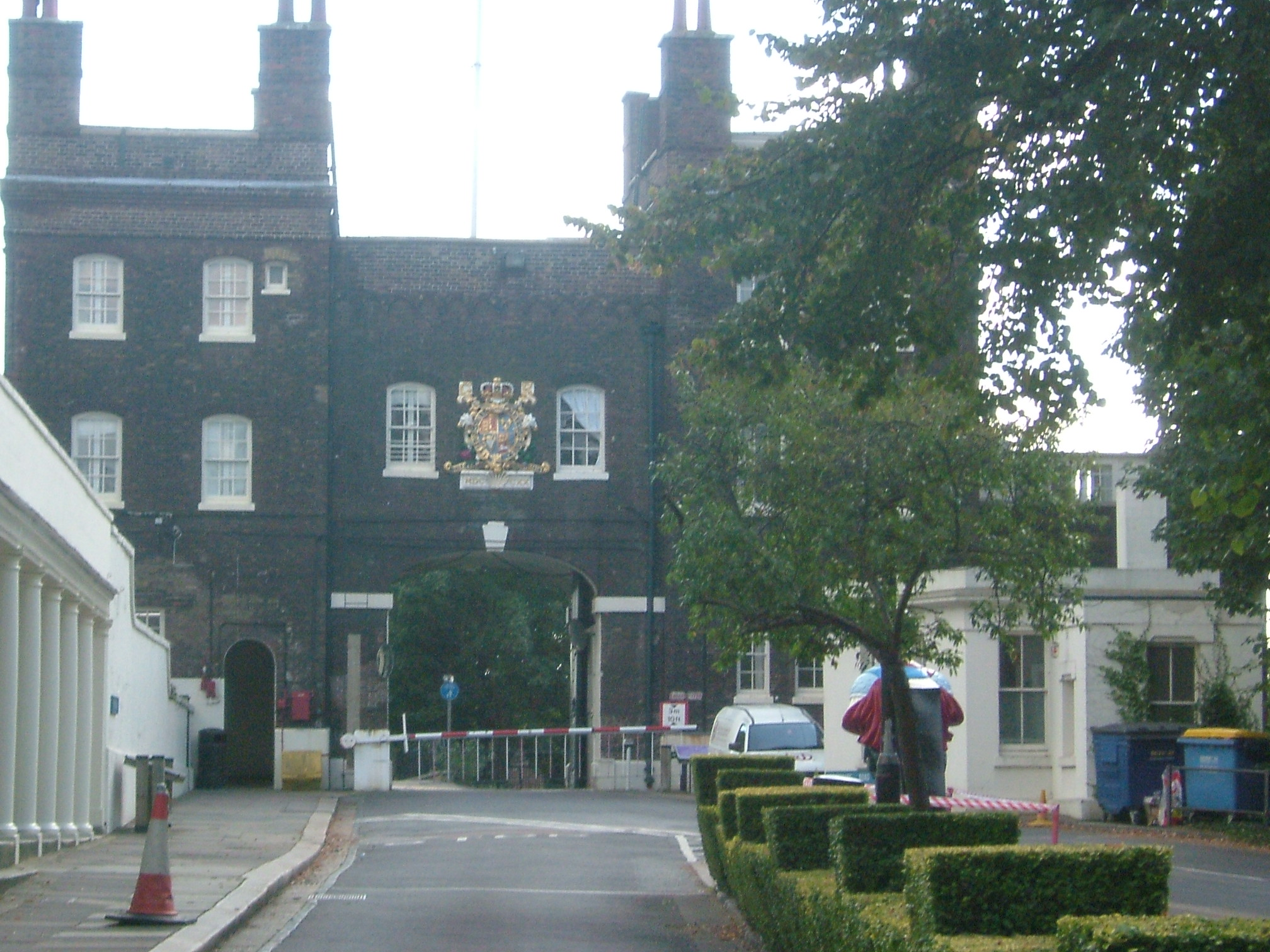
内側から見た正門
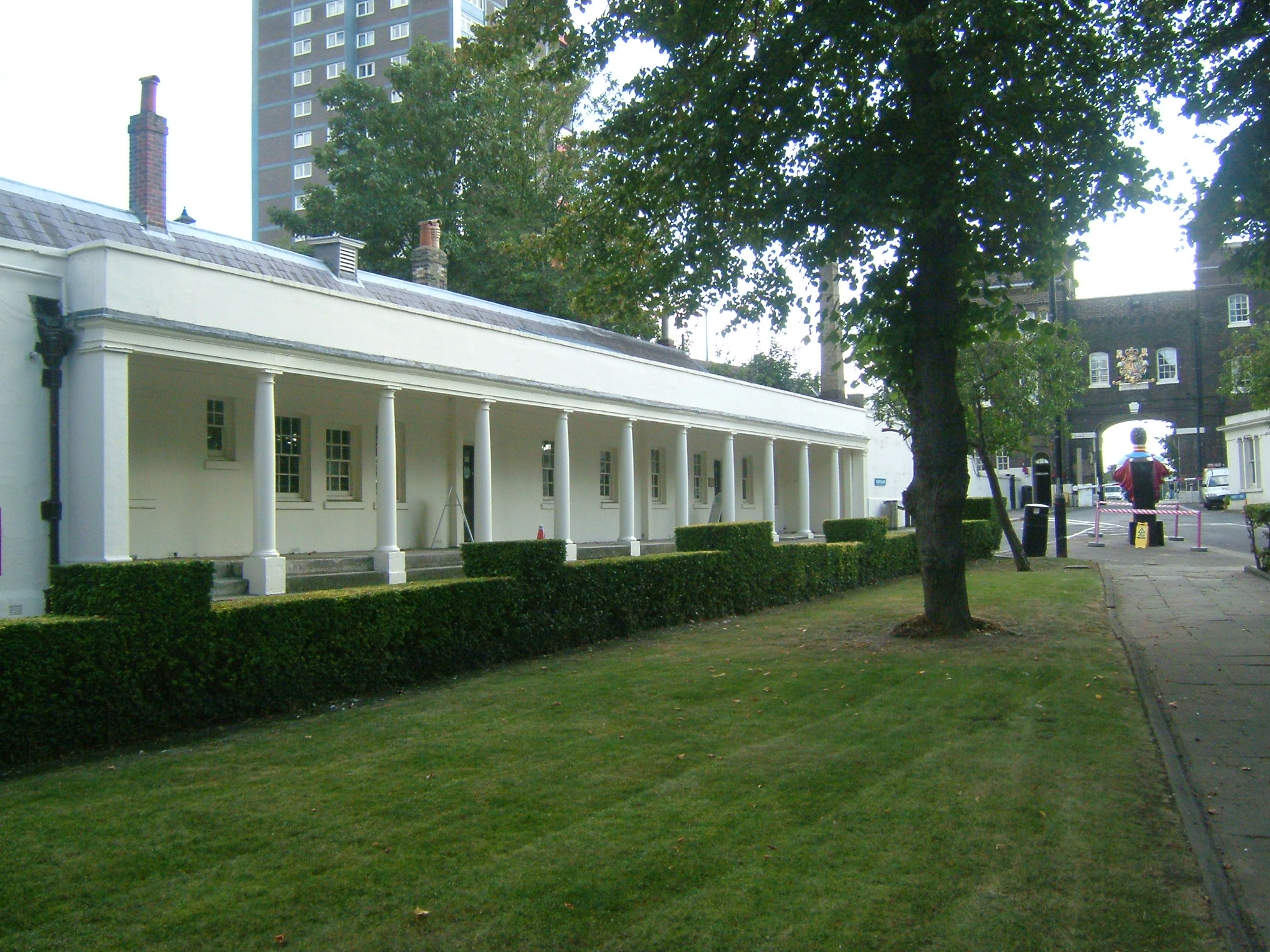
衛兵詰め所
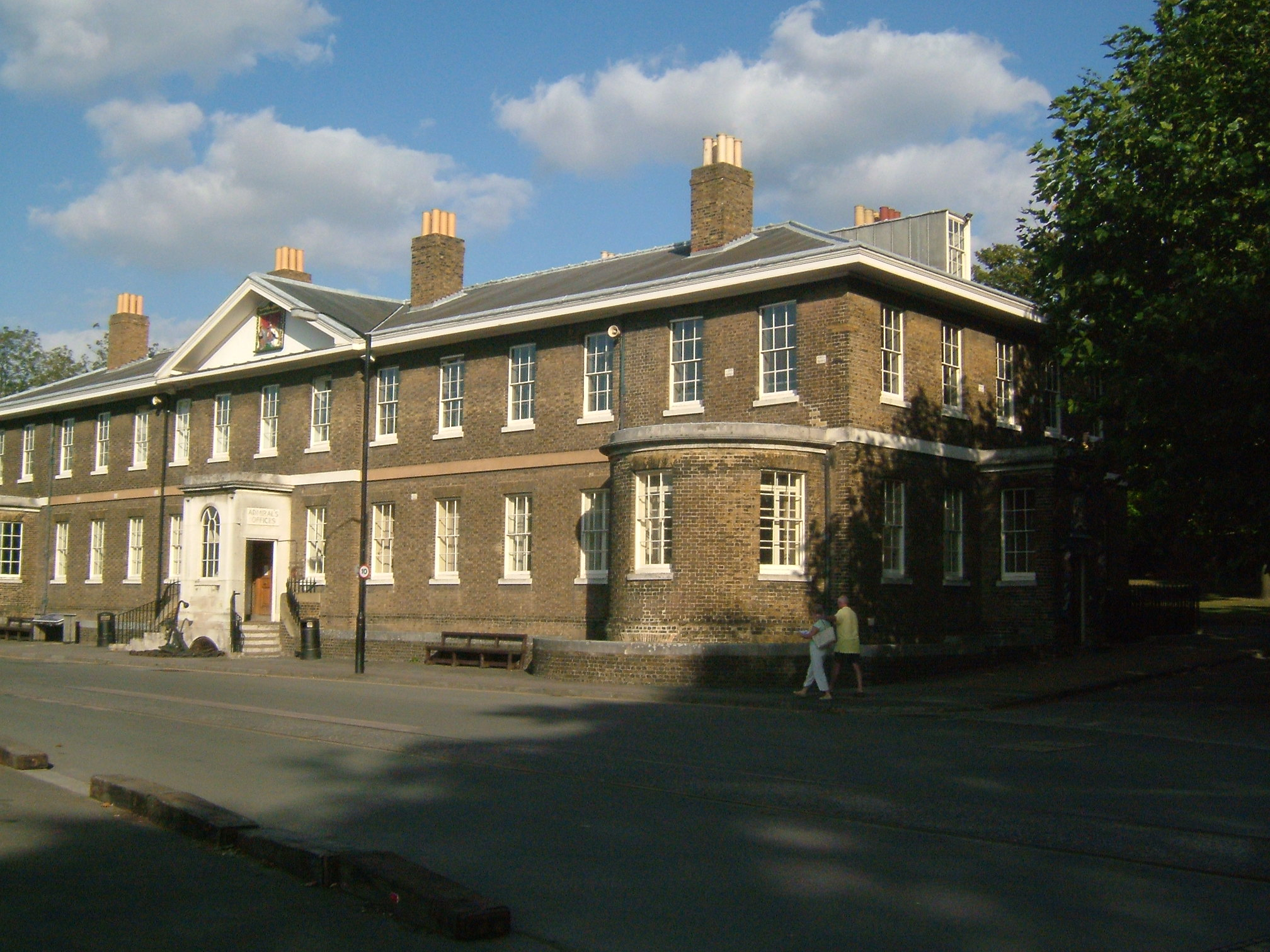
提督の執務室
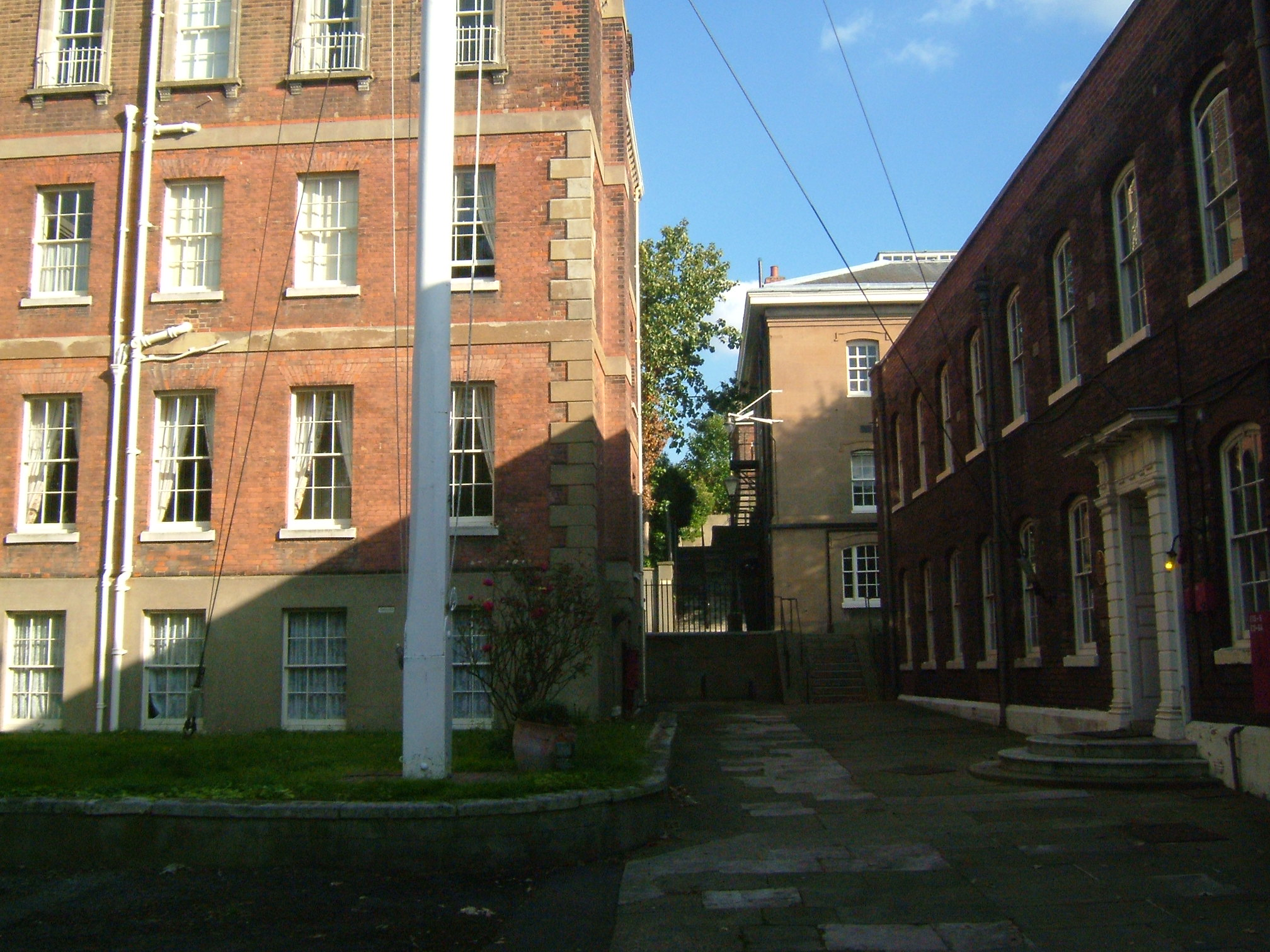
工廠長の住居と経理オフィス
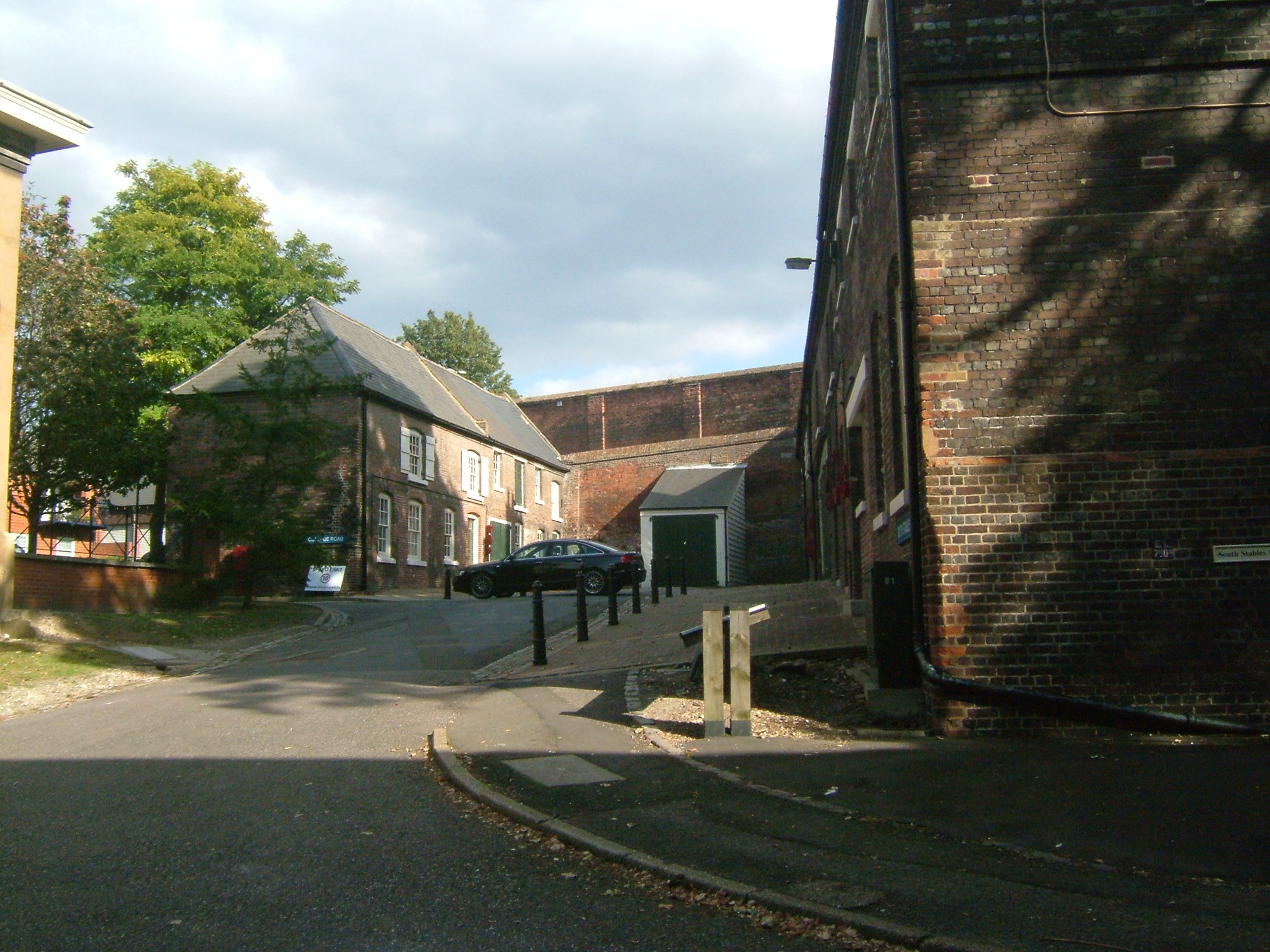
士官用厩舎

### 錨倉庫とロープ加工場

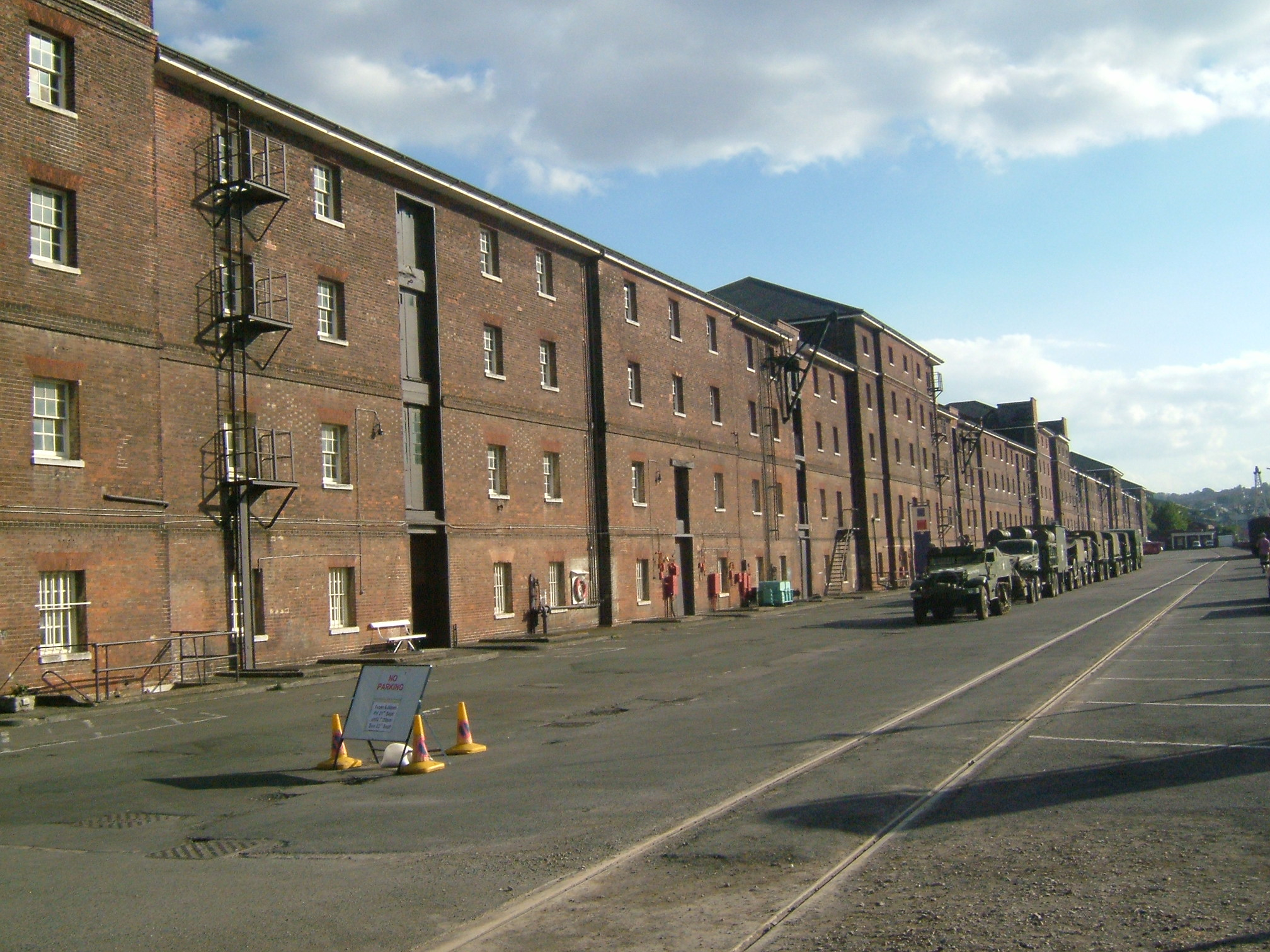
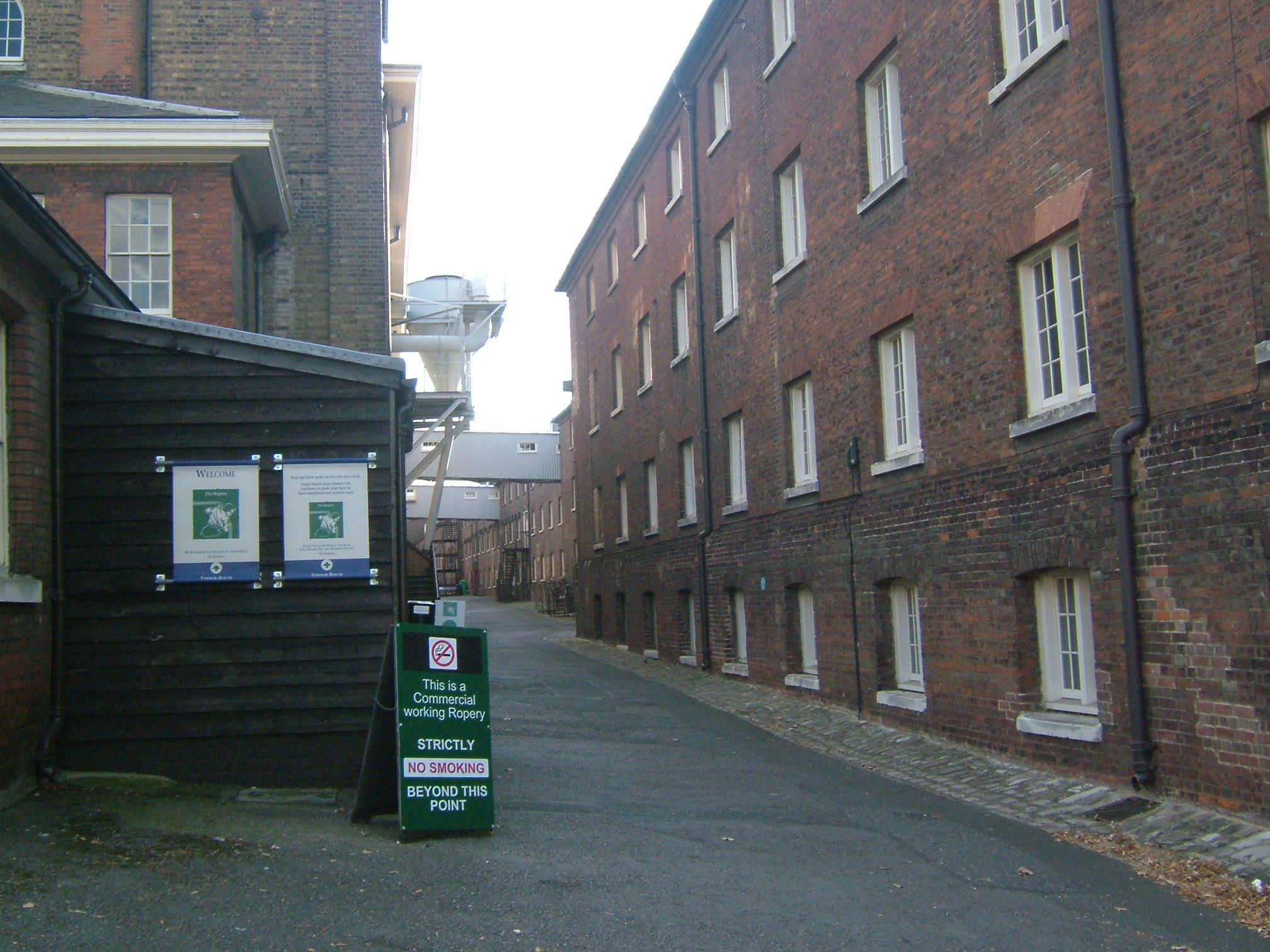
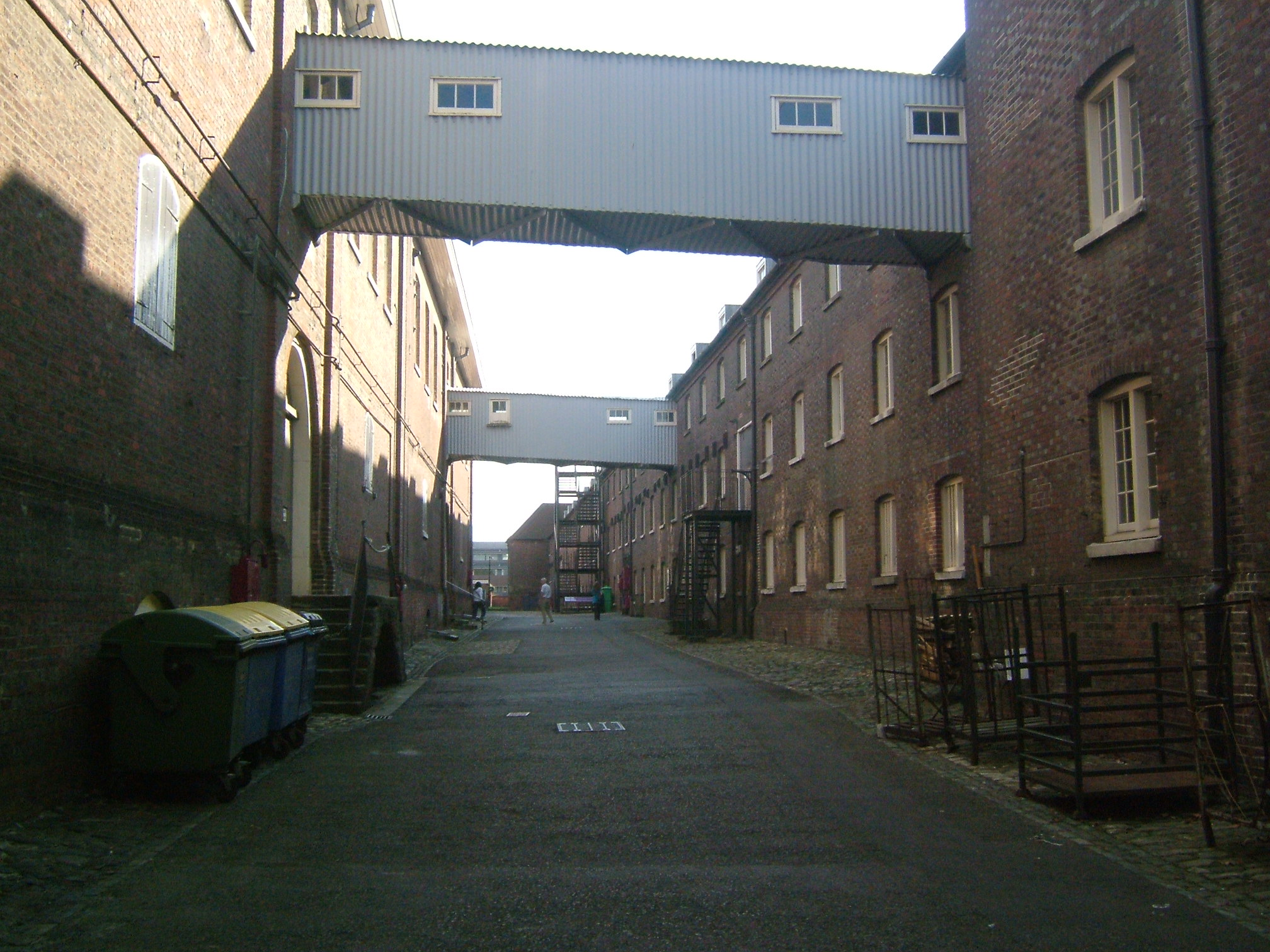
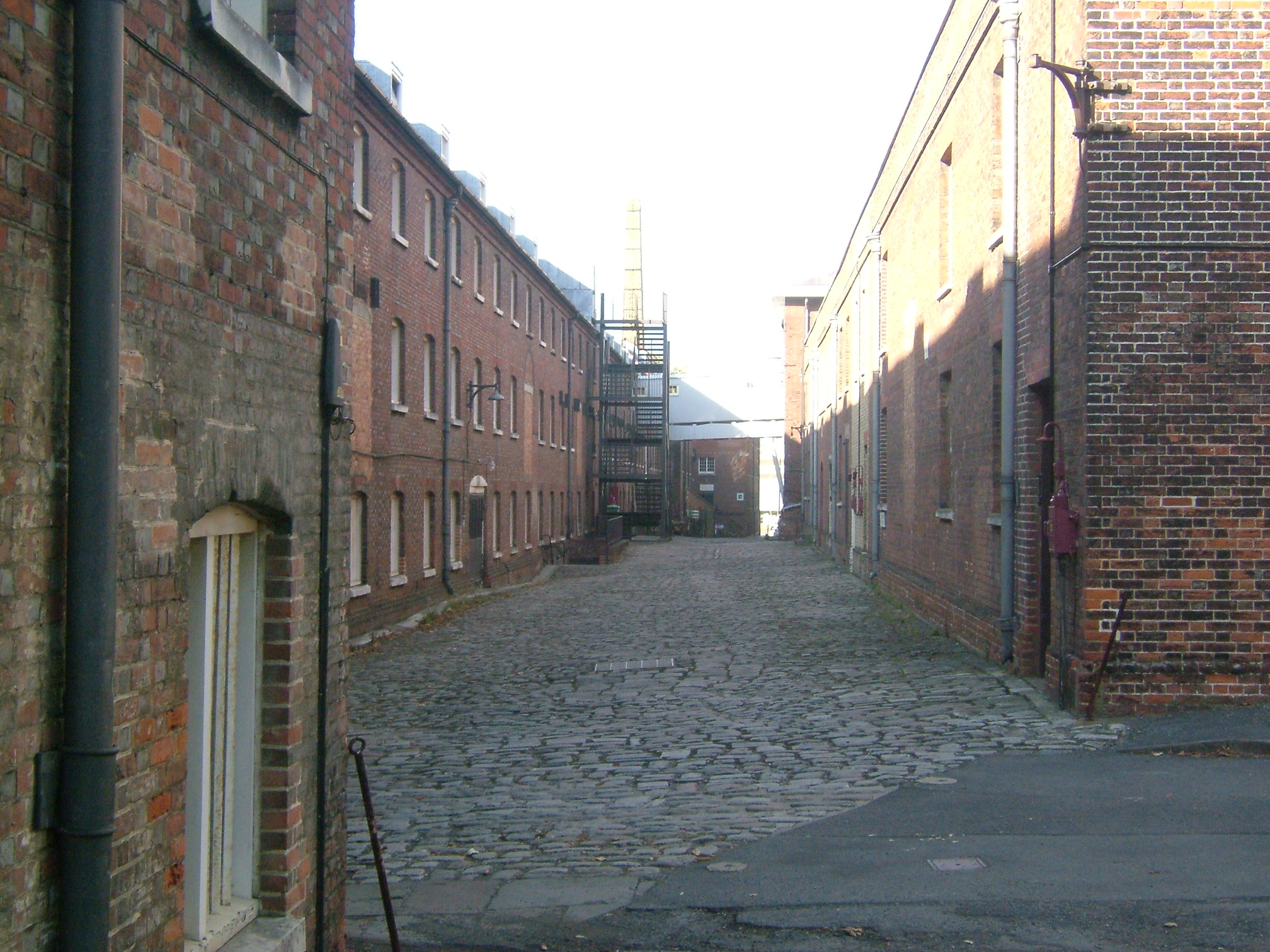
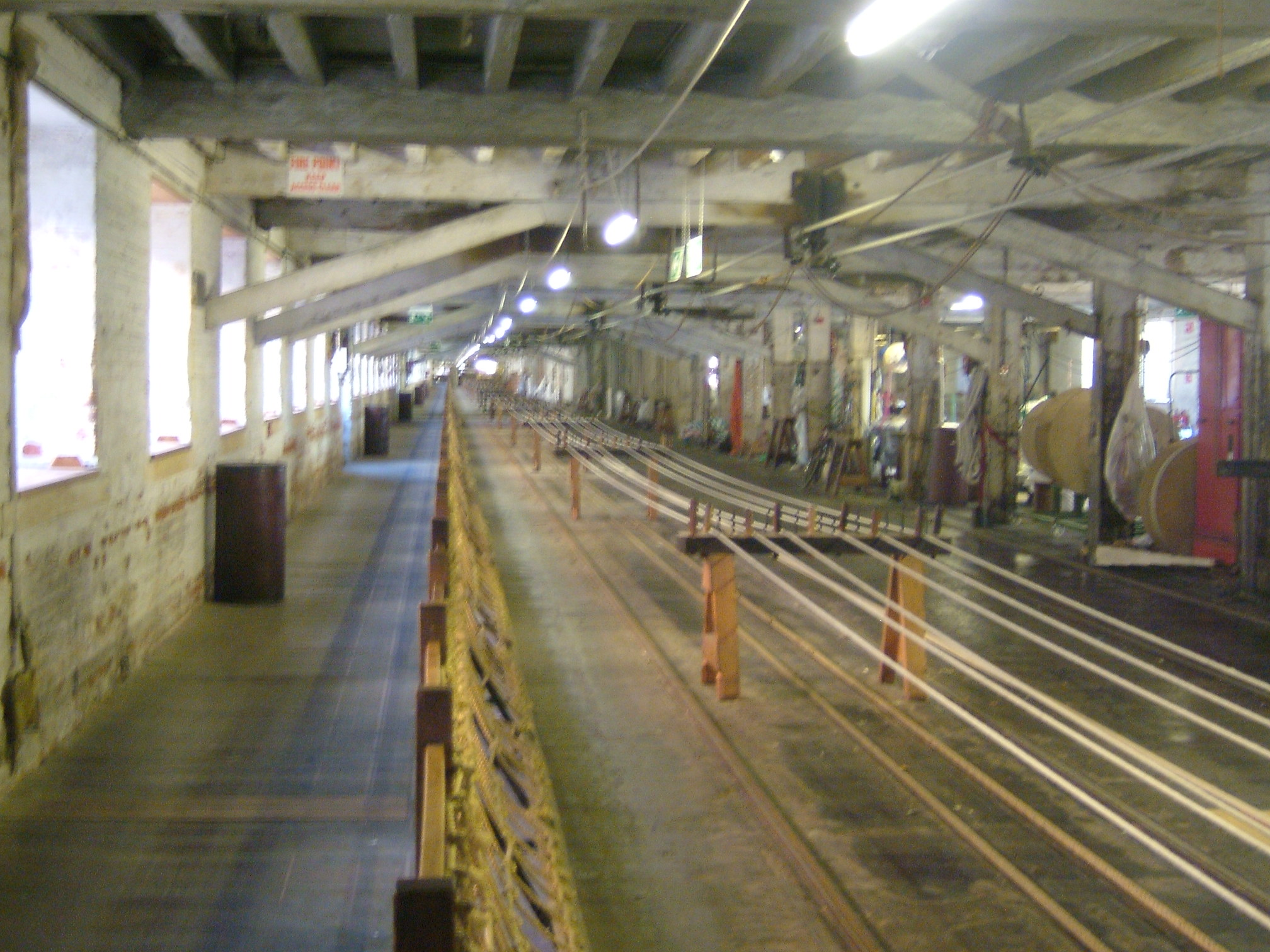
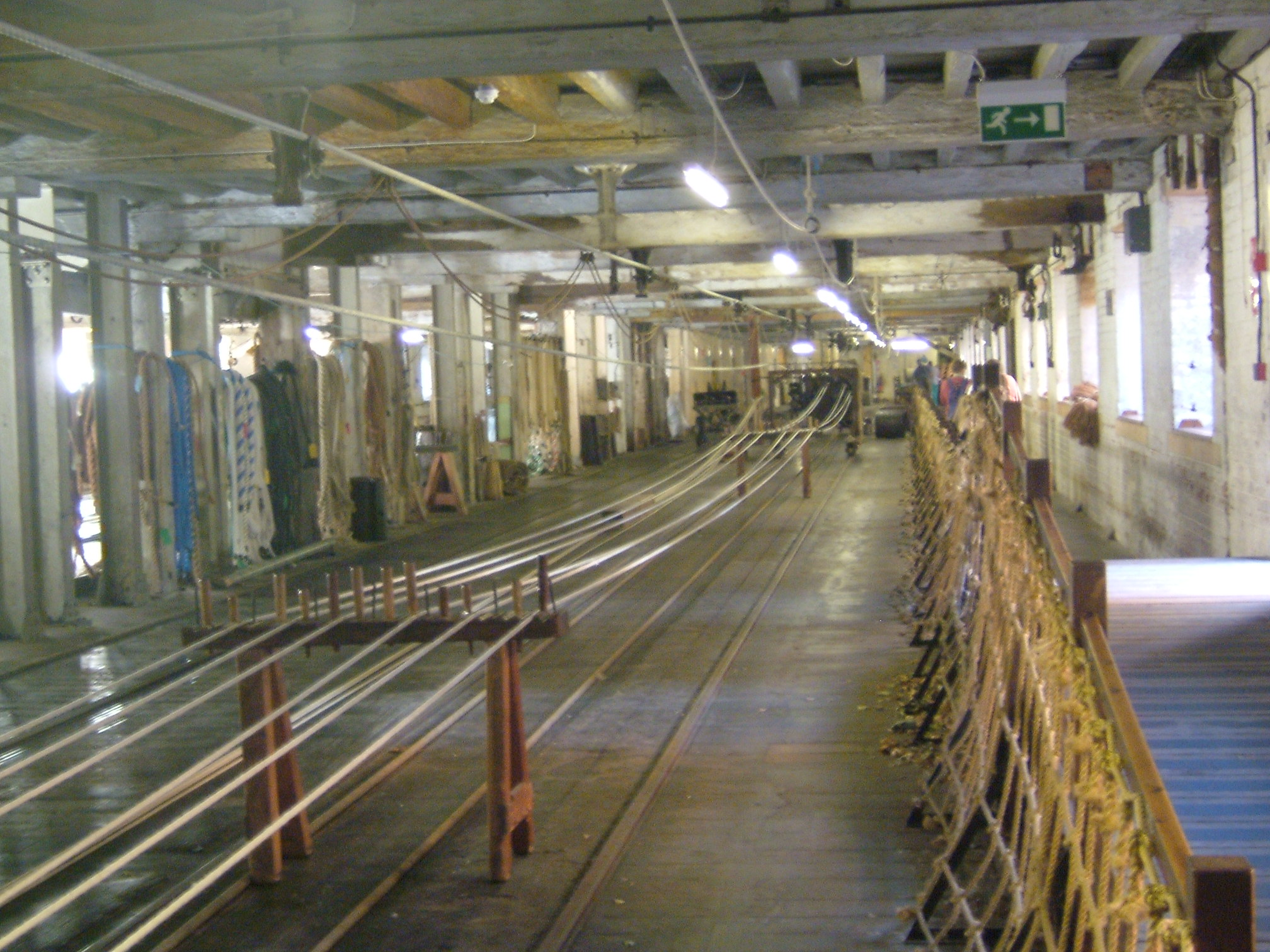
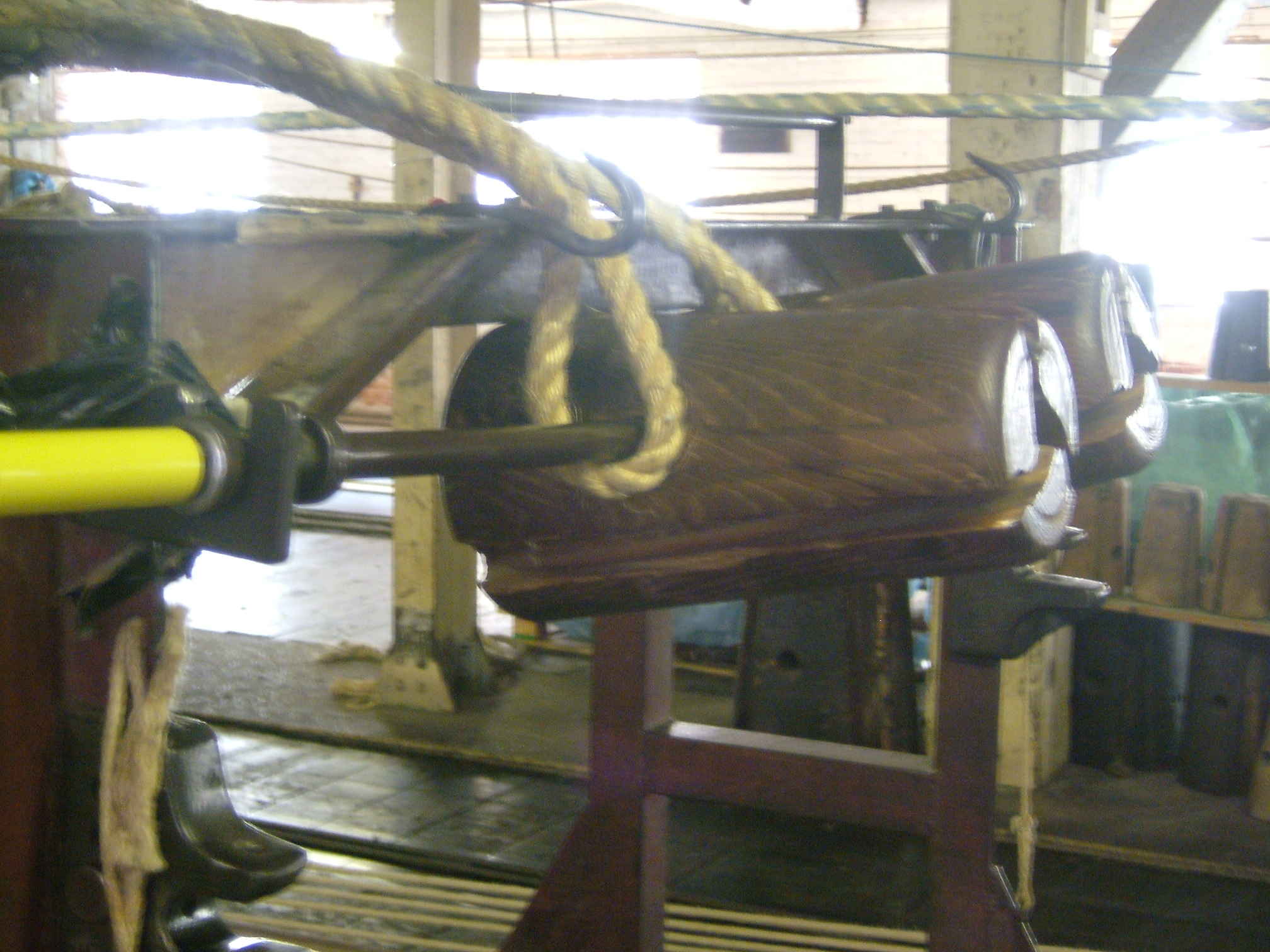
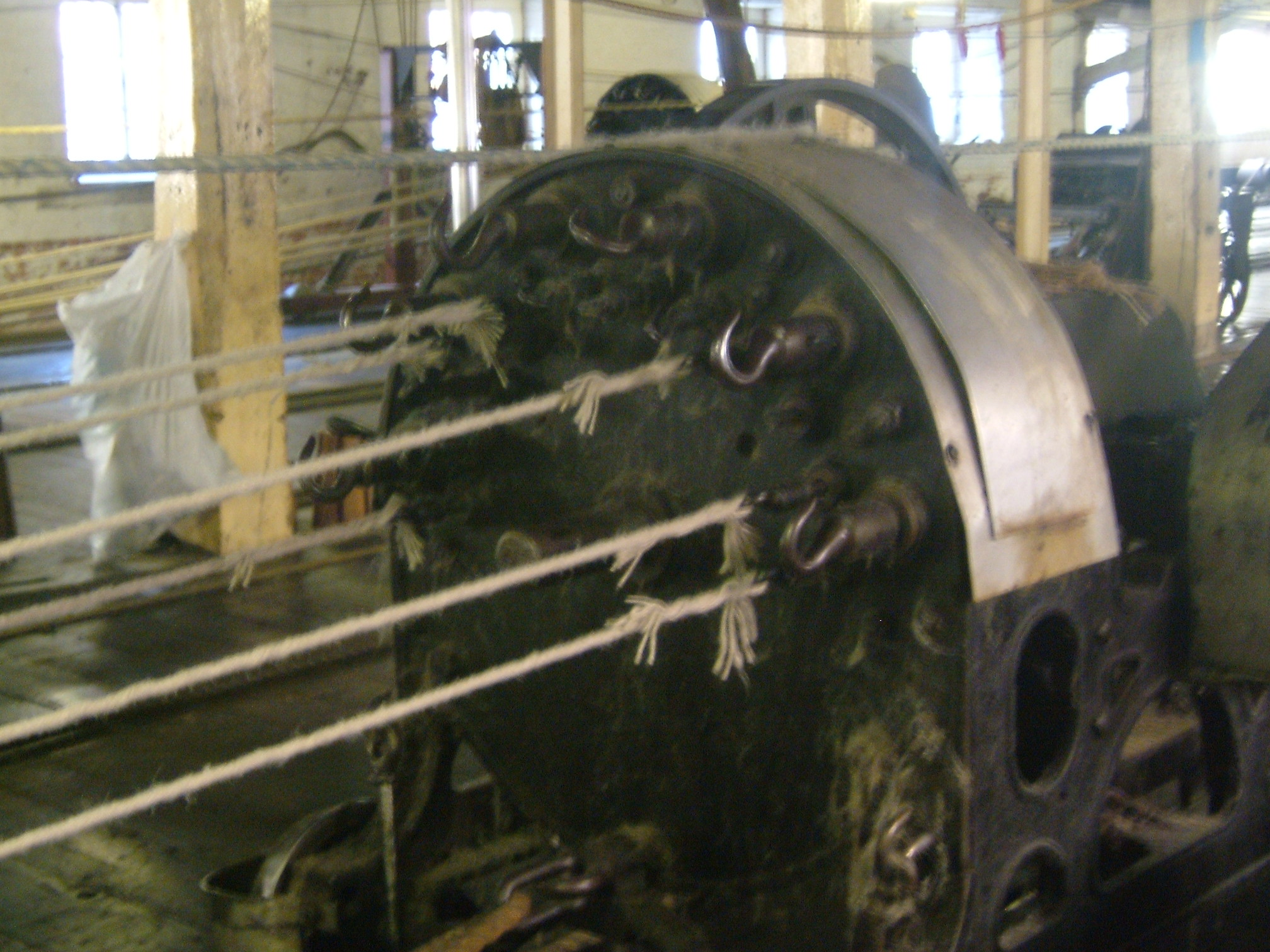

### 後代の建築

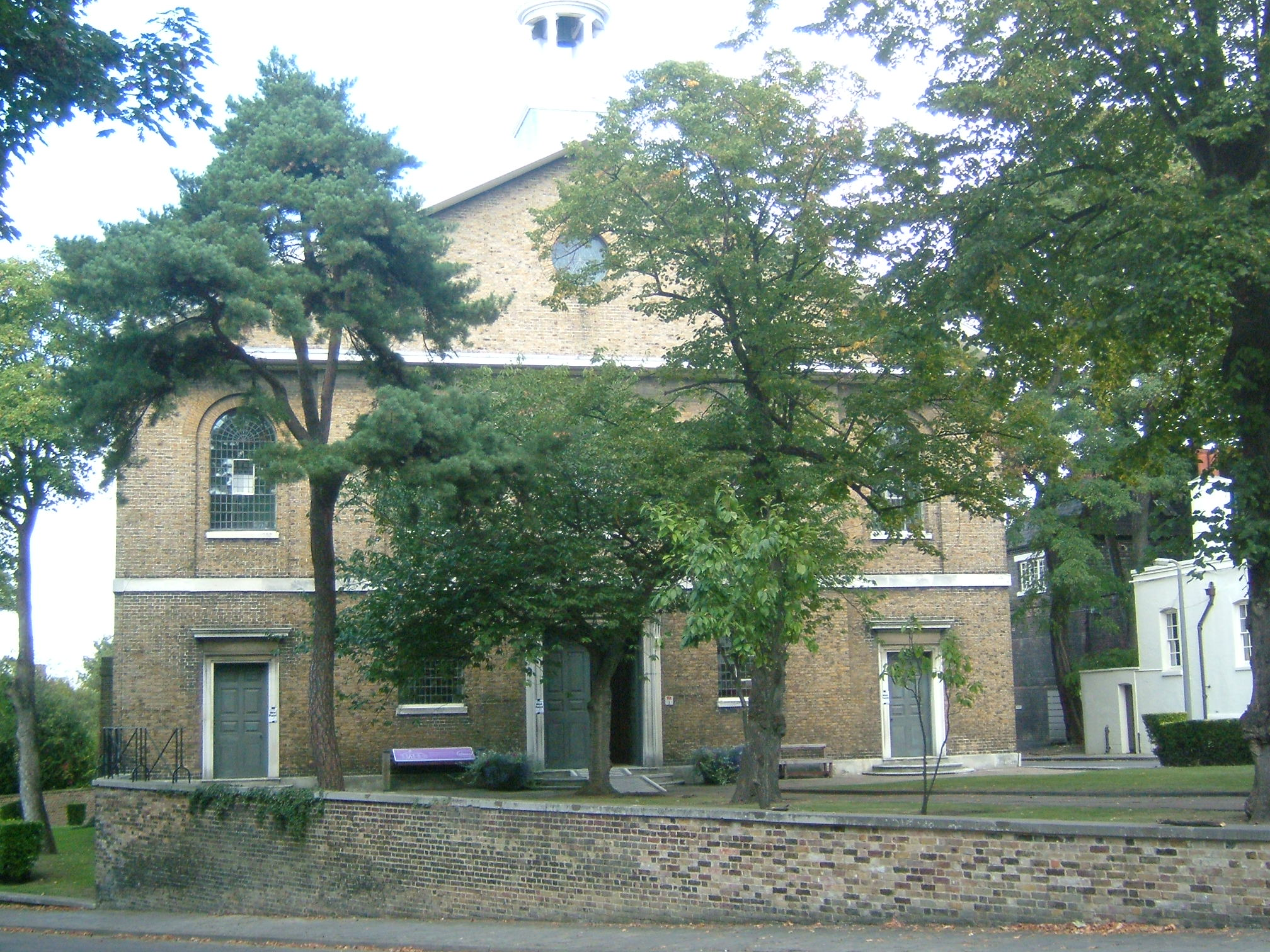
教会
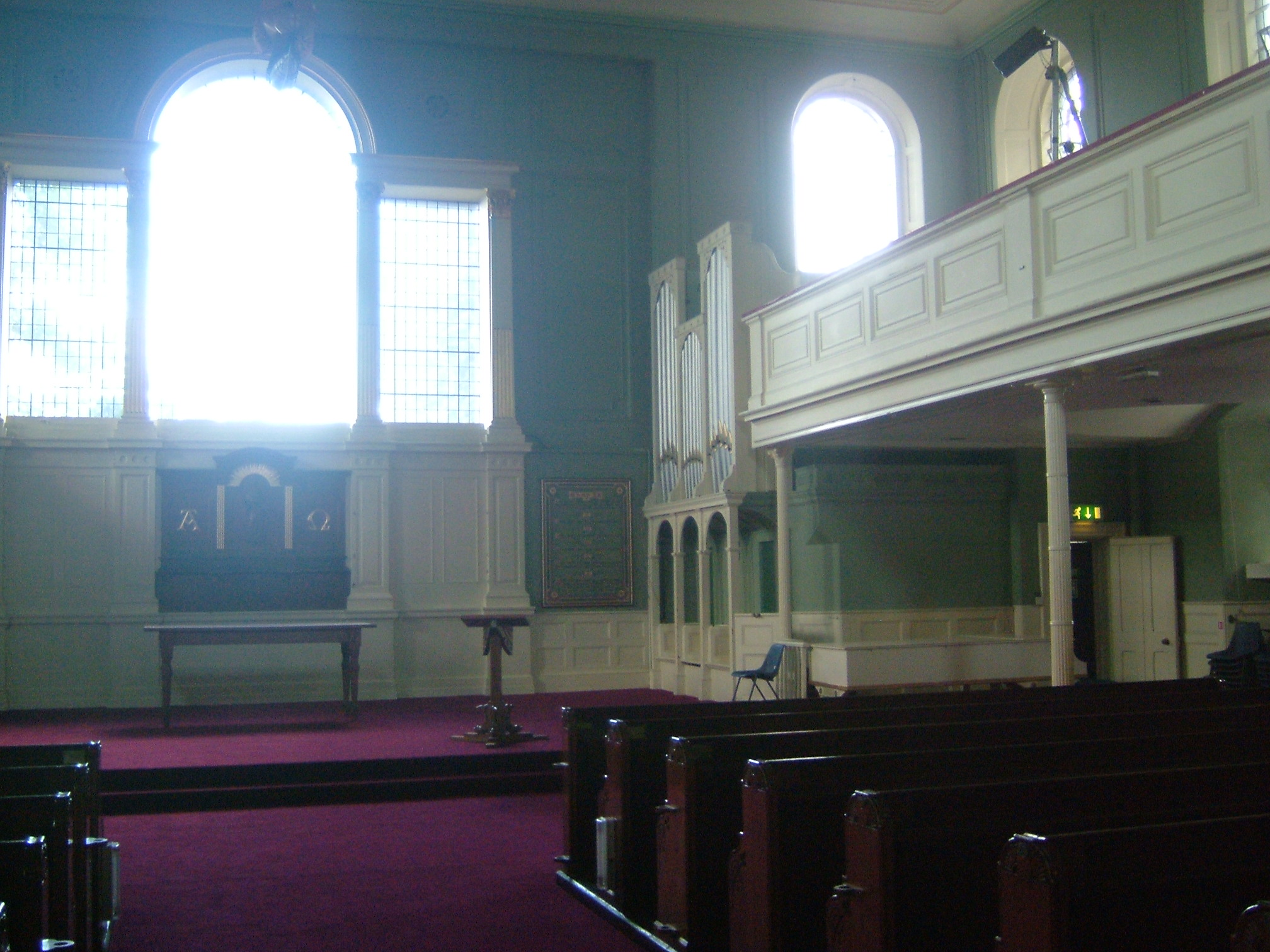
教会
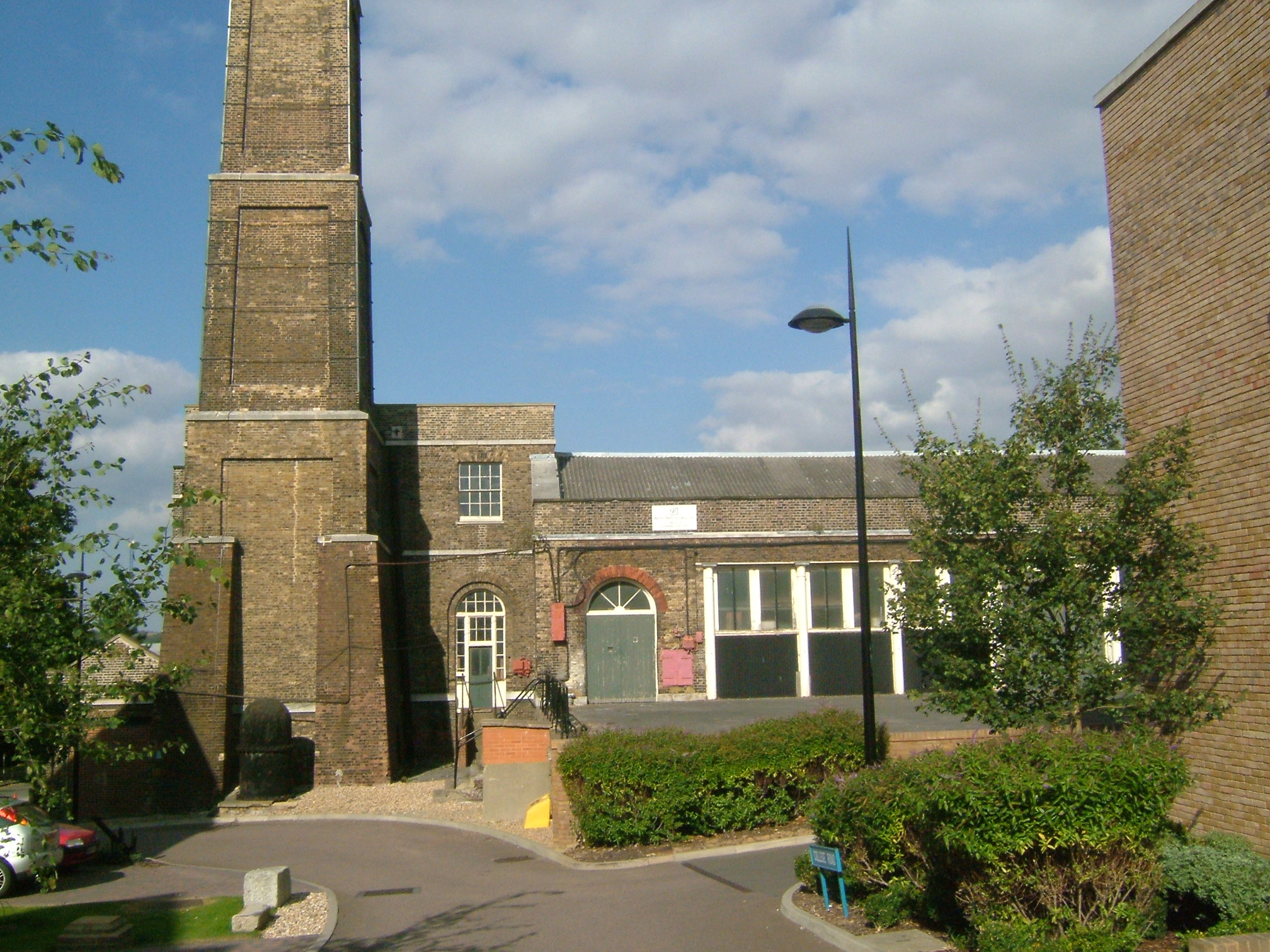
製材工場
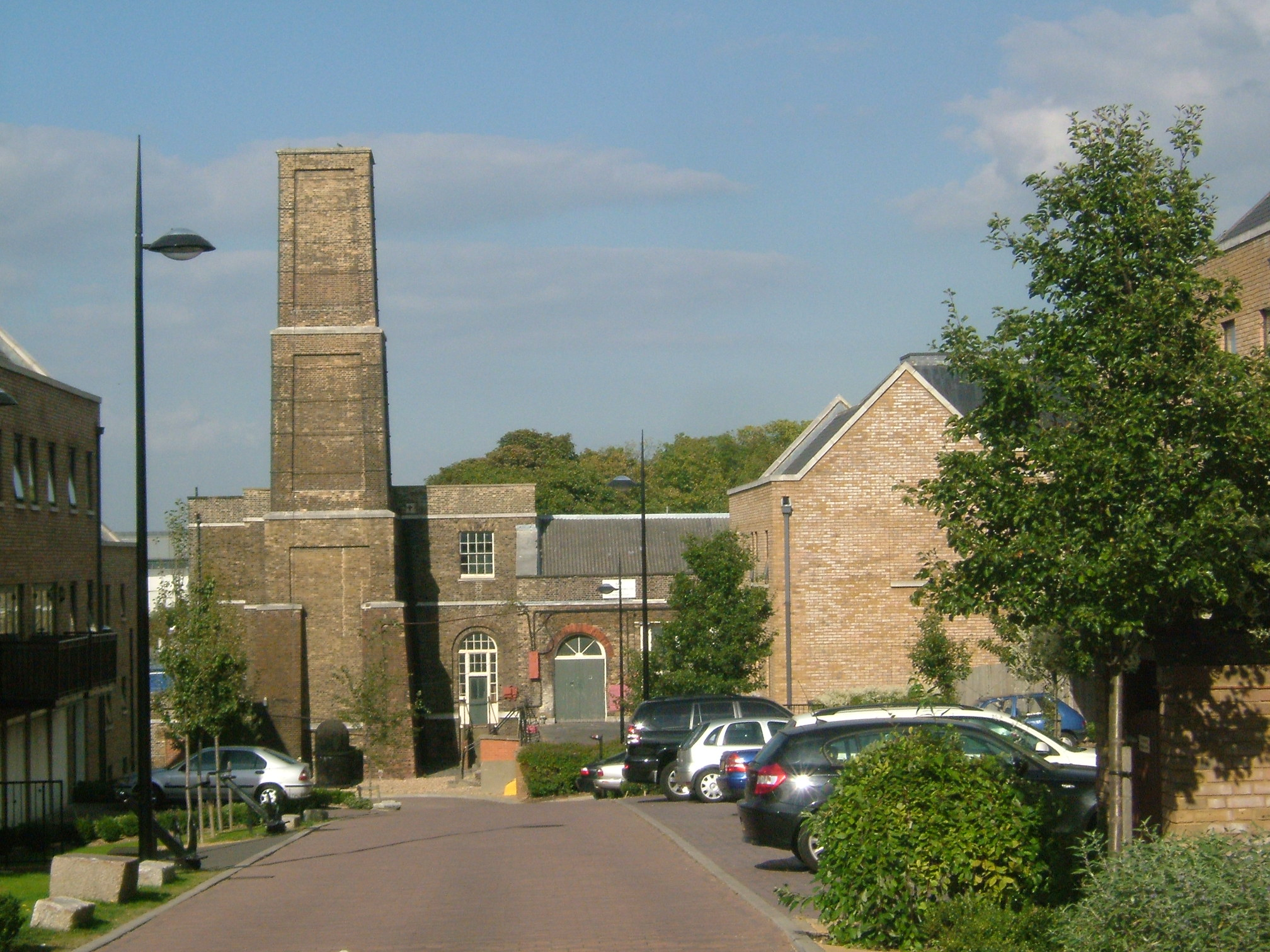
製材工場
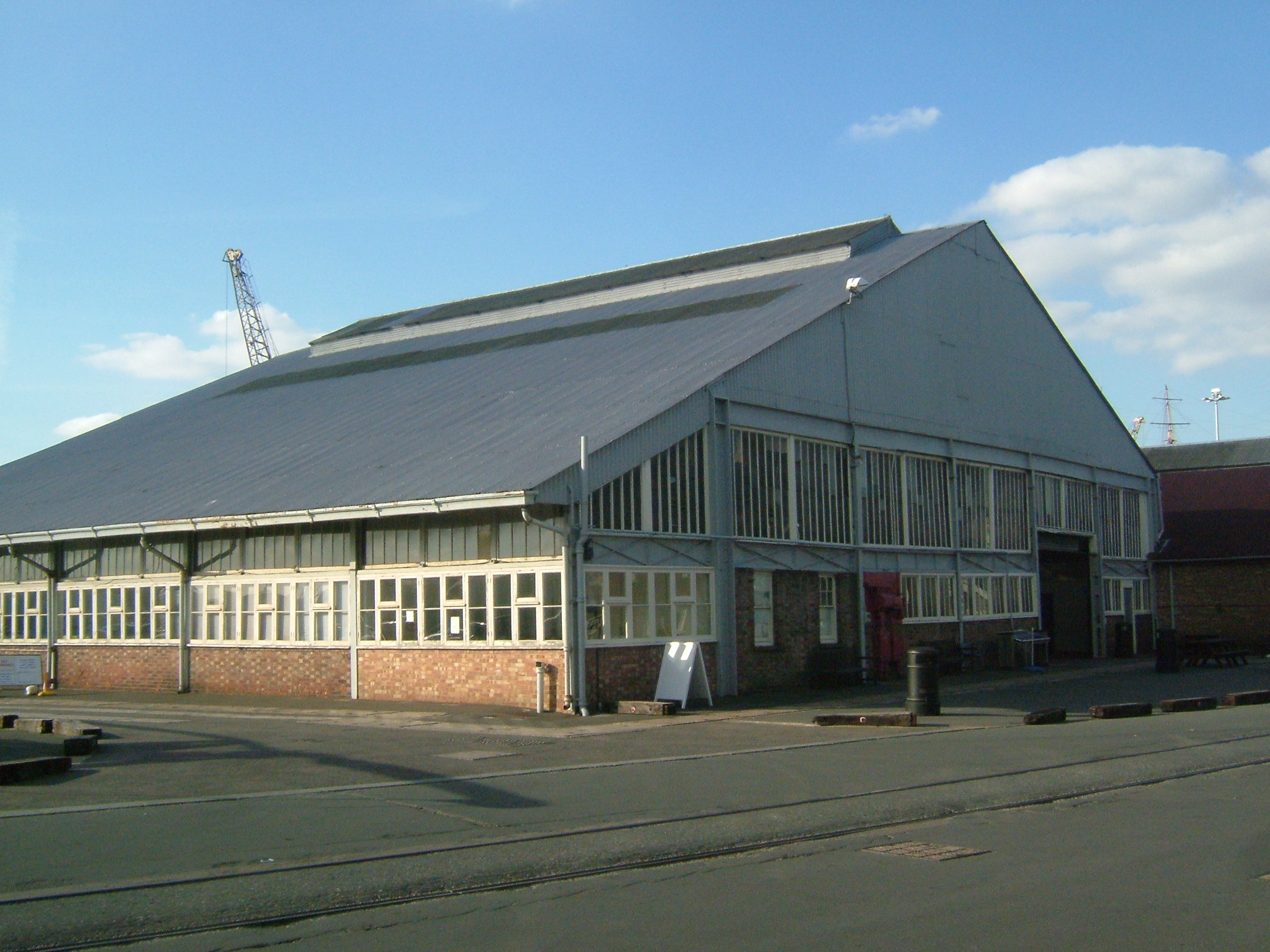
No 1 機械工場
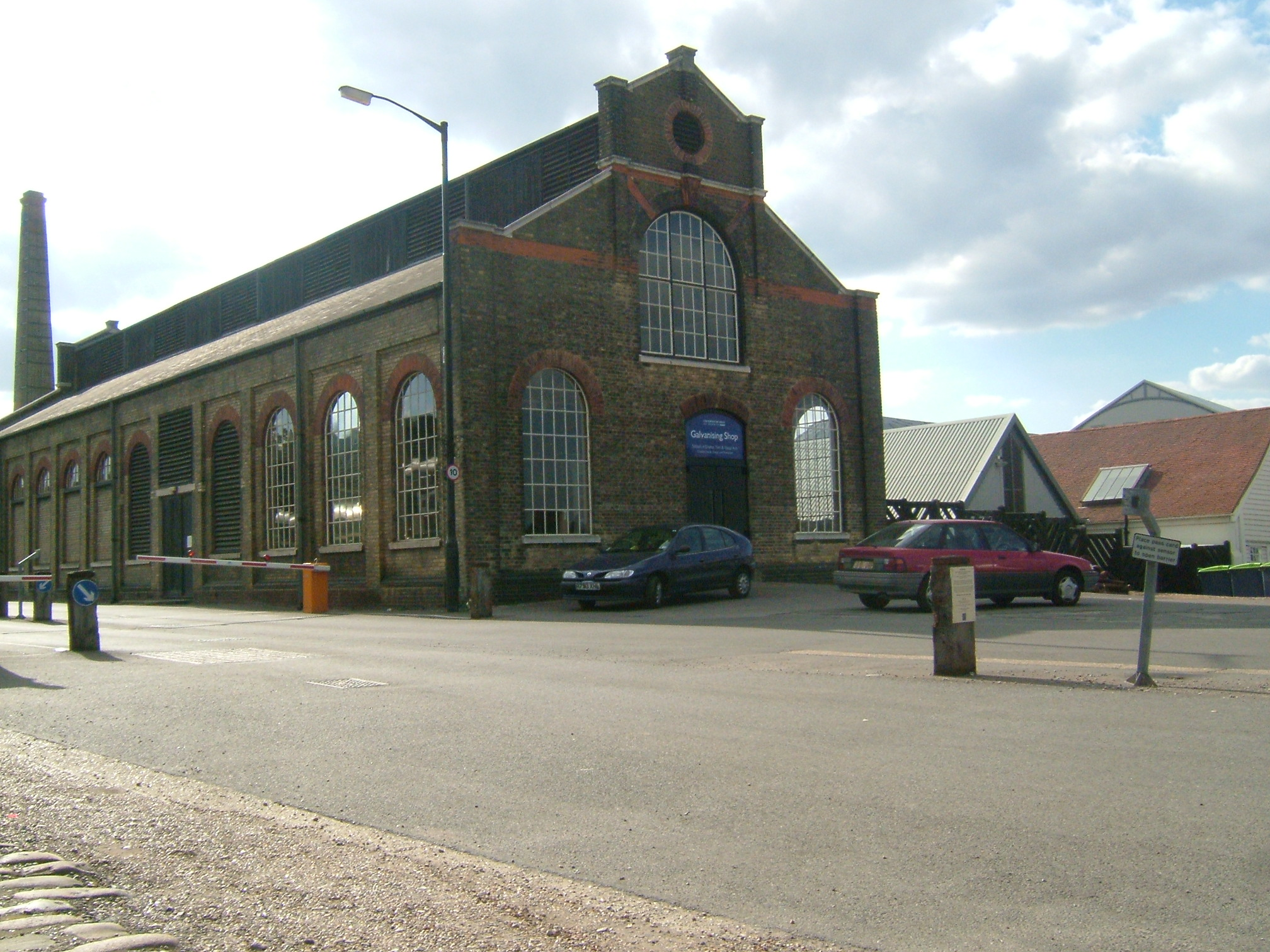
メッキ工場